# Virginia
Virginia (phát âm tiếng Việt: Vơ-gin-ni-a; phát âm tiếng Anh: /vərˈdʒɪnjə/ ⓘ), tên chính thức là Thịnh vượng chung Virginia (tiếng Anh: Commonwealth of Virginia), là một bang nằm tại khu vực Nam Đại Tây Dương của Hợp chúng quốc Hoa Kỳ. Virginia có tên hiệu là "Old Dominion" do từng là một lãnh thổ tự trị cũ của quân chủ Anh, và "Mother of Presidents" do bang là nơi sinh của nhiều tổng thống Hoa Kỳ nhất. Dãy núi Blue Ridge và vịnh Chesapeake định hình địa lý và khí hậu của Virginia, cung cấp môi trường sống cho phần lớn động thực vật trong bang. Thủ phủ của bang là Richmond; song Virginia Beach là thành phố đông dân nhất, còn Fairfax là quận hành chính đông dân nhất. Năm 2013, dân số Virginia được ước tính đạt trên 8,2 triệu.
Lịch sử khu vực bắt đầu cùng với một vài nhóm người bản địa, trong đó có Powhatan. Năm 1607, Công ty London thiết lập Thuộc địa Virginia, đây là thuộc địa thường trú đầu tiên của Anh tại Tân Thế giới. Lao động nô lệ và đất đai giành được từ việc chiễm chỗ các bộ lạc da đỏ đóng vai trò quan trọng trong chính trị và kinh tế đồn điền thời kỳ đầu thuộc địa. Virginia là một trong 13 thuộc địa trong Cách mạng Mỹ và gia nhập Liên minh quốc trong Nội chiến Mỹ. Trong Nội chiến, Richmond được lập làm thủ đô của Liên minh quốc và các quận nằm ở phía tây bắc của Virginia ly khai để hình thành bang Tây Virginia. Virginia do một đảng cầm quyền trong gần một thế kỷ sau Tái thiết, song ngày nay cả hai chính đảng quốc gia lớn đều cạnh tranh tại Virginia.
Đại hội Virginia là cơ cấu lập pháp liên tục lâu năm nhất tại Tân Thế giới. Chính phủ bang nhiều lần được Trung tâm Pew về các bang xếp hạng là hoạt động hữu hiệu nhất. Virginia có điểm độc đáo là đối đãi bình đẳng giữa các thành phố độc lập và các quận, quản lý các tuyến đường bộ địa phương, và cấm thống đốc của bang phục vụ các nhiệm kỳ liên tiếp. Kinh tế Virginia gồm có nhiều khu vực: nông nghiệp tại thung lũng Shenandoah; các cơ quan liên bang tại Bắc Virginia, bao gồm trụ sở chính của Bộ Quốc phòng và CIA; các cơ sở quân sự tại Hampton Roads. Kinh tế Virginia chuyển từ dựa chủ yếu vào nông nghiệp sang công nghiệp trong thập niên 1960 và 1970, và vào năm 2002 thì chip máy tính trở thành mặt hàng xuất khẩu hàng đầu của bang.
Đây là nơi sinh của các Tổng thống: George Washington, Thomas Jefferson, James Madison, James Monroe, William Henry Harrison, John Tyler, Zachary Taylor và Woodrow Wilson.

## Địa lý
Tổng diện tích của Virginia là 42.774,2 dặm vuông Anh (110.784,7 km2), trong đó có 3.180,13 dặm vuông Anh (8.236,5 km2) mặt nước, và là bang rộng lớn thứ 35 tại Hoa Kỳ. Virginia giáp với Maryland và Washington, D.C. ở phía bắc và đông; giáp với Đại Tây Dương ở phía đông; giáp với Bắc Carolina và Tennessee ở phía nam; giáp với Kentucky ở phía tây; và giáp với Tây Virginia ở phía bắc và tây. Biên giới của Virginia với Maryland và Washington, D.C. kéo dài theo mực triều thấp ở bờ nam sông Potomac. Biên giới phía nam được xác định theo vĩ tuyến 36° 30′ Bắc, song sai số về trắc lượng khiến độ lệch lên đến ba phút. Vấn đề biên giới Tennessee được giải quyết vào năm 1893 khi tranh chấp giữa hai bang được đưa lên Tối cao Pháp viện Hoa Kỳ.

### Địa chất và địa hình

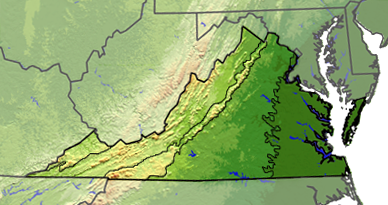
Virginia được phân thành năm khu vực địa lý.

Vịnh Chesapeake tách biệt phần liền kề của bang với hai quận tại Eastern Shore thuộc Virginia, là một phần của bán đảo Delmarva. Vịnh hình thành sau khi các thung lũng sông Susquehanna và sông James bị ngập nước. Nhiều sông của Virginia chảy vào vịnh Chesapeake, gồm có Potomac, Rappahannock, York, và James, chúng tạo thành ba bán đảo giáp vịnh. Về mặt địa lý và địa chất, Virginia được phân thành năm khu vực, từ đông sang tây là: Tidewater (nước triều), Piedmont, dãy núi Blue Ridge, Ridge and Valley (đỉnh núi và thung lũng), và cao nguyên Cumberland.
Tidewater là một đồng bằng ven biển nằm giữa bờ biển Đại Tây Dương và tuyến thác (fall line). Khu vực này gồm có Eastern Shore và các vùng cửa sông lớn của vịnh Chesapeake. Piedmont gồm một loạt vùng chân núi có nền đá trầm tích và mácma nằm ở phía đông của các dãy núi vốn được hình thành vào Đại Trung sinh. Khu vực có lớp đất sét dày, và bao gồm cả dãy núi Southwest. Dãy núi Blue Ridge là một khu vực địa lý tự nhiên thuộc dãy Appalachian, và có các đỉnh cao nhất trong bang, cao nhất trong số đó là núi Rogers với cao độ 5.729 foot (1.746 m). Vùng Ridge and Valley ở phía tây của dãy núi, và bao gồm thung lũng Đại Appalachian. Khu vực có nền đá cácbonat, và gồm có núi Massanutten. Cao nguyên Cumberland và dãy núi Cumberland nằm tại góc tây-nam của Virginia, ở bên dưới cao nguyên Allegheny. Trong khu vực này, các sông chảy theo hướng tây bắc vào lưu vực sông Ohio với một thủy hệ hình cây.

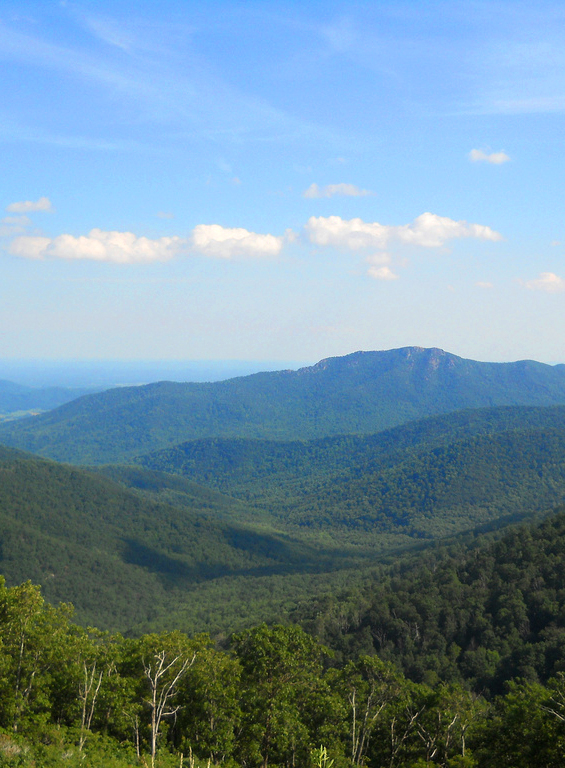
Các cây rụng lá và thường xanh đem đến cho dãy núi Blue Ridge màu sắc riêng biệt của chúng.

Nền đá cácbonat của bang có trên 4.000 hang động, 10 trong số đó mở cửa cho hoạt động du lịch. Đới địa chấn Virginia không có lịch sử hoạt động địa chấn thường xuyên. Các trận động đất trong bang hiếm khi có cường độ trên 4,5 độ Richter do Virginia nằm xa rìa của mảng Bắc Mỹ. Trận động đất lớn nhất từng ghi nhận được trong bang xảy ra vào năm 1897 gần Blacksburg, được ước tính có cường độ 5.9 độ richter. Một trận động đất có cường độ 5,8 độ Richter tấn công trung bộ Virginia vào ngày 23 tháng 8 năm 2011, gần Mineral. Theo tường thuật, có thể cảm nhận được trận động đất ở những nơi xa như Toronto, Atlanta và Florida. Hoạt động khai thác than đá được tiến hành trong ba khu vực núi, tại 45 thành tầng than đá riêng biệt gần các bồn địa Đại trung sinh. Trên 62 triệu tấn tài nguyên phi nhiên liệu khác, như slate, kyanit, cát, hay sỏi, được khai thác tại Virginia trong năm 2012.

### Khí hậu
Càng về phía nam và đông Virginia, khí hậu càng trở nên ấm hơn và ẩm hơn. Nhiệt độ cực theo mùa dao động từ trung bình thấp 26 °F (−3 °C) trong tháng 1 đến trung bình cao 86 °F (30 °C) trong tháng 7. Đại Tây Dương có ảnh hưởng mạnh đối với khí hậu các khu vực ven biển miền đông và miền đông nam của bang. Do chịu ảnh hưởng của hải lưu Gulf Stream, thời tiết vùng ven biển lệ thuộc vào các cơn bão, rõ rệt nhất là gần cửa vịnh Chesapeake.
Trung bình hàng năm, Virginia có 35–45 ngày có hoạt động giông bão, đặc biệt là ở miền tây của bang, và lượng giáng thủy là 42,7 inch (108 cm). Các khối khí lạnh tràn qua các dãy núi vào mùa đông có thể dẫn đến lượng tuyết rơi đáng kể. Tác động tương hỗ của các yếu tố này với địa hình của bang tạo ra các vi khí hậu riêng biệt tại thung lũng Shenandoah, dãy núi Southwest, và các đồng bằng ven biển. Mỗi năm, trung bình có 7 lốc xoáy xảy ra tại Virginia, hầu hết ở cấp F2 hoặc thấp hơn theo thang độ Fujita.
Trong những năm gần đây, việc vùng ngoại ô phía nam của Washington, D.C. mở rộng sang Bắc Virginia dẫn đến đảo nhiệt đô thị, chủ yếu là do gia tăng hấp thu bức xạ mặt trời tại các khu vực dân cư đông đúc hơn. Trong một tường trình năm 2011 của Hiệp hội Phổi Hoa Kỳ, 11 quận tại Virginia không đạt chuẩn về chất lượng không khí, trong đó quận Fairfax là tệ nhất, do ô nhiễm từ xe ô tô. Sương mù trên các dãy núi có nguyên nhân một phần là từ các nhà máy điện sử dụng than đá.

### Động thực vật
Rừng bao phủ 65% diện tích bang, chủ yếu là các cây rụng lá, lá rộng. Những nơi có cao độ thấp thì càng có khả năng có nhiều độc cần và rêu ưa ẩm nhỏ song dày đặc, với các cây mại châu và sồi trên Blue Ridge. Tuy nhiên từ đầu thập niên 1990, sự tàn phá của sâu bướm Gypsy làm xói mòn sự thống trị của các khu rừng sồi. Tại khu vực Tidewater đất thấp, thông vàng có xu hướng chiếm ưu thế, với các rừng bách ngập nước trong các đầm lầy Great Dismal và Nottoway. Các loài thực vật thông thường khác gồm có dẻ, phong, hoàng dương, nguyệt quế núi, bông tai, cúc, và nhiều loài dương xỉ. Các khu vực hoang vu rộng lớn nhất nằm dọc theo bờ biển Đại Tây Dương và tại các dãy núi miền tây, là nơi phát hiện ra số lượng cá thể Trillium grandiflorum lớn nhất tại Bắc Mỹ.

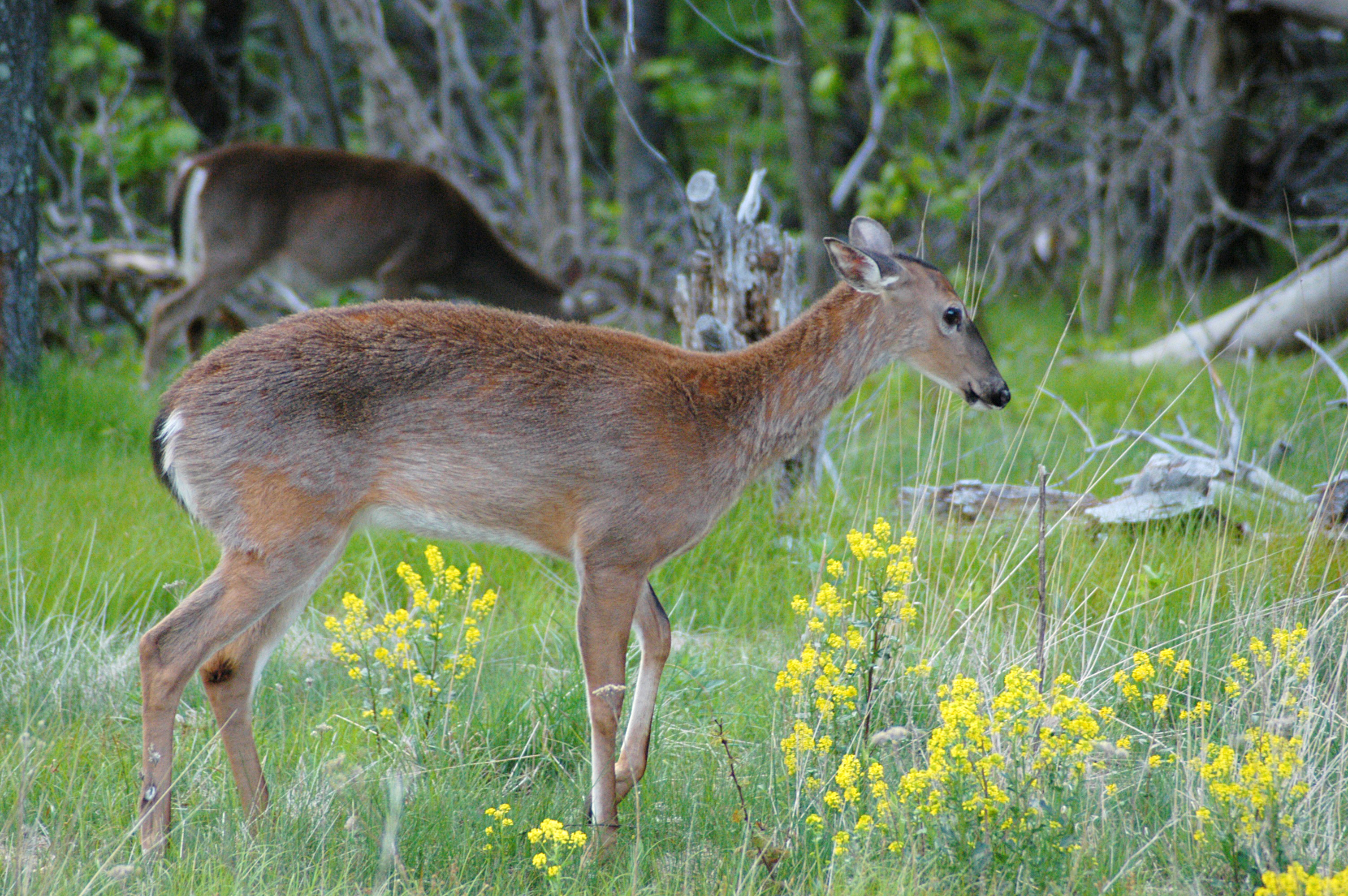
Hươu đuôi trắng hay còn gọi là hươu Virginia tại vườn quốc gia Shenandoah.

Các loài thú tại Virginia gồm hươu đuôi trắng, gấu đen, hải ly, linh miêu đuôi cộc, sói đồng cỏ, gấu mèo, chồn hôi, macmot, ôpôt Virginia, cáo xám, cáo đỏ, và thỏ đuôi bông miền Đông. Các loài thú khác gồm có: chuột hải ly, sóc cáo, sói xám, sóc bay, sóc chuột, dơi nâu, và chồn. Các loài chim tại Virginia gồm có giáo chủ (bang điểu), cú kẻ dọc, bạc má Carolina, ưng đuôi lửa, ó cá, bồ nông nâu, cút, mòng biển, đại bàng đầu trắng, và gà tây hoang. Virginia cũng là nơi sinh sống của cả gõ kiến đầu đỏ lớn và nhỏ, cũng như gõ kiến thông thường. Cắt lớn lại được đưa đến vườn quốc gia Shenandoah vào giữa thập niên 1990. Sander vitreus, Salvelinus fontinalis, Ambloplites cavifrons, và Ictalurus furcatus nằm trong số 210 loài cá nước ngọt được biết đến tại Virginia. Các suối chảy với phần đáy nhiều đá thường là môi trường sống của một lượng lớn các loài tôm tùm và kỳ giông. Vịnh Chesapeake là nơi sinh sống của nhiều loài thủy sinh, trong đó có cua xanh, nghêu, hàu, và Morone saxatilis (cá pecca sọc).
Virginia có 30 đơn vị thuộc Cục Công viên Quốc gia, như vườn Great Falls và đường mòn Appalachian, và một vườn quốc gia là Shenandoah. Shenandoah được thành lập vào năm 1935 và bao gồm thắng cảnh Skyline Drive. Gần 40% diện tích của vườn (79.579 acres/322 km²) được xác định là vùng hoang dã theo Hệ thống Bảo tồn Hoang dã Quốc gia. Thêm vào đó, Virginia có 34 vườn cấp bang và 17 rừng cấp bang, chúng nằm dưới quyền quản lý của Bộ Bảo hộ và Tiêu khiển và Bộ Lâm nghiệp của bang. Vịnh Chesapeake không phải là một vườn quốc gia, song được cả pháp luật bang và liên bang bảo hộ, và cùng vận hành Chương trình vịnh Chesapeake nhằm phục hồi vịnh và lưu vực của vịnh. Khu bảo tồn loài hoang dã quốc gia đầm lầy Great Dismal kéo dài sang Bắc Carolina, nó cũng như khu bảo tồn loài hoang dã quốc gia Back Bay đánh dấu sự khởi đầu của dãy đảo chắn Outer Banks.

## Lịch sử

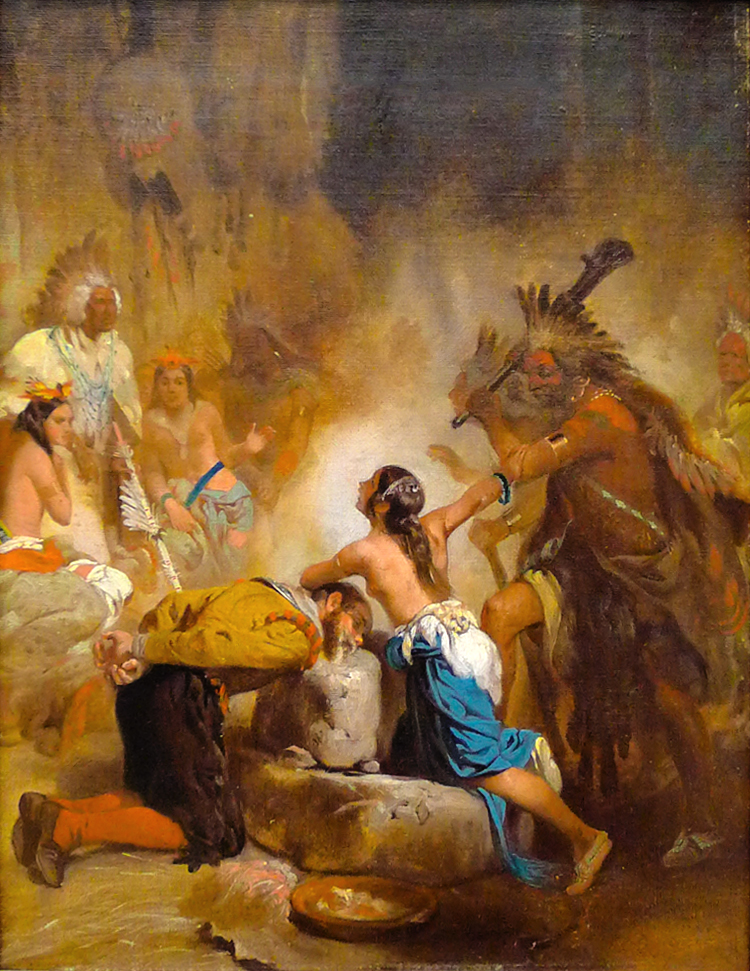
Pocahontas là tổ mẫu của nhiều gia đình thực dân đầu tiên tại Virginia, chuyện về bà được nhiều nghệ sĩ sau này lãng mạn hóa.

### Thuộc địa
Theo ước tính, những người đầu tiên đến Virginia từ trên 12.000 năm trước. Đến 5.000 năm trước, xuất hiện các khu định cư lâu dài hơn, và nông nghiệp bắt đầu từ năm 900. Đến năm 1500, nhóm người Algonquian đã lập nên các đô thị như Werowocomoco tại khu vực Tidewater (mà họ gọi với tên Tsenacommacah). Các nhóm ngôn ngữ khác trong khu vực là Siouan ở phía tây, và Iroquois (gồm Nottoway và Meherrin) ở phía bắc và nam. Sau năm 1570, người Algonquian thống nhất dưới quyền Tù trưởng Powhatan nhằm phản ứng với các mối đe dọa từ những nhóm người khác trên mạng lưới mậu dịch của họ. Powhatan kiểm soát trên 30 bộ lạc nhỏ và trên 150 khu định cư, những người này nói cùng một ngôn ngữ Algonquian Virginia. Đến năm 1607, dân số bản địa tại khu vực Tidewater là từ 13.000 dến 14.000.
Một vài đoàn thám hiểm của người châu Âu đã thám hiểm vịnh Chesapeake trong thế kỷ 16, trong đó có một nhóm linh mục dòng Tên người Tây Ban Nha. Năm 1583, Nữ vương Elizabeth I của Anh ban cho Walter Raleigh một đặc quyền để thiết lập một thuộc địa ở phía bắc của Florida thuộc Tây Ban Nha. Năm 1584, Walter Raleigh phái một đoàn thám hiểm đến vùng bờ biển Đại Tây Dương của Bắc Mỹ. Tên gọi "Virginia" có thể được Raleigh hay Elizabeth đề xuất sau đó, có lẽ nhằm ghi nhận tình trạng của bà là "Nữ vương Đồng trinh" (Virgin Queen), và có thể cũng liên quan đến một nhóm từ bản địa "Wingandacoa," hay tên gọi "Wingina." Ban đầu, tên gọi được áp dụng cho vùng ven biển từ Nam Carolina đến Maine, trừ đảo Bermuda. Công ty London được Quốc vương Anh trao quyền sở hữu đất đai trong khu vực theo Hiến chương 1606. Công ty cung cấp tài chính cho khu định cư thường trực đầu tiên của Anh tại "Tân Thế giới" là Jamestown. Khu định cư được đặt theo tên Quốc vương James I, và do Christopher Newport thành lập vào tháng 5 năm 1607. Năm 1619, những người thực dân thu được quyền lực lớn hơn khi có một cơ quan lập pháp được bầu ra mang tên Thị dân viện (House of Burgesses). Công ty London phá sản vào năm 1624, khu định cư do vậy chuyển sang nằm dưới quyền lực vương thất với tình trạng một thuộc địa vương thất Anh.

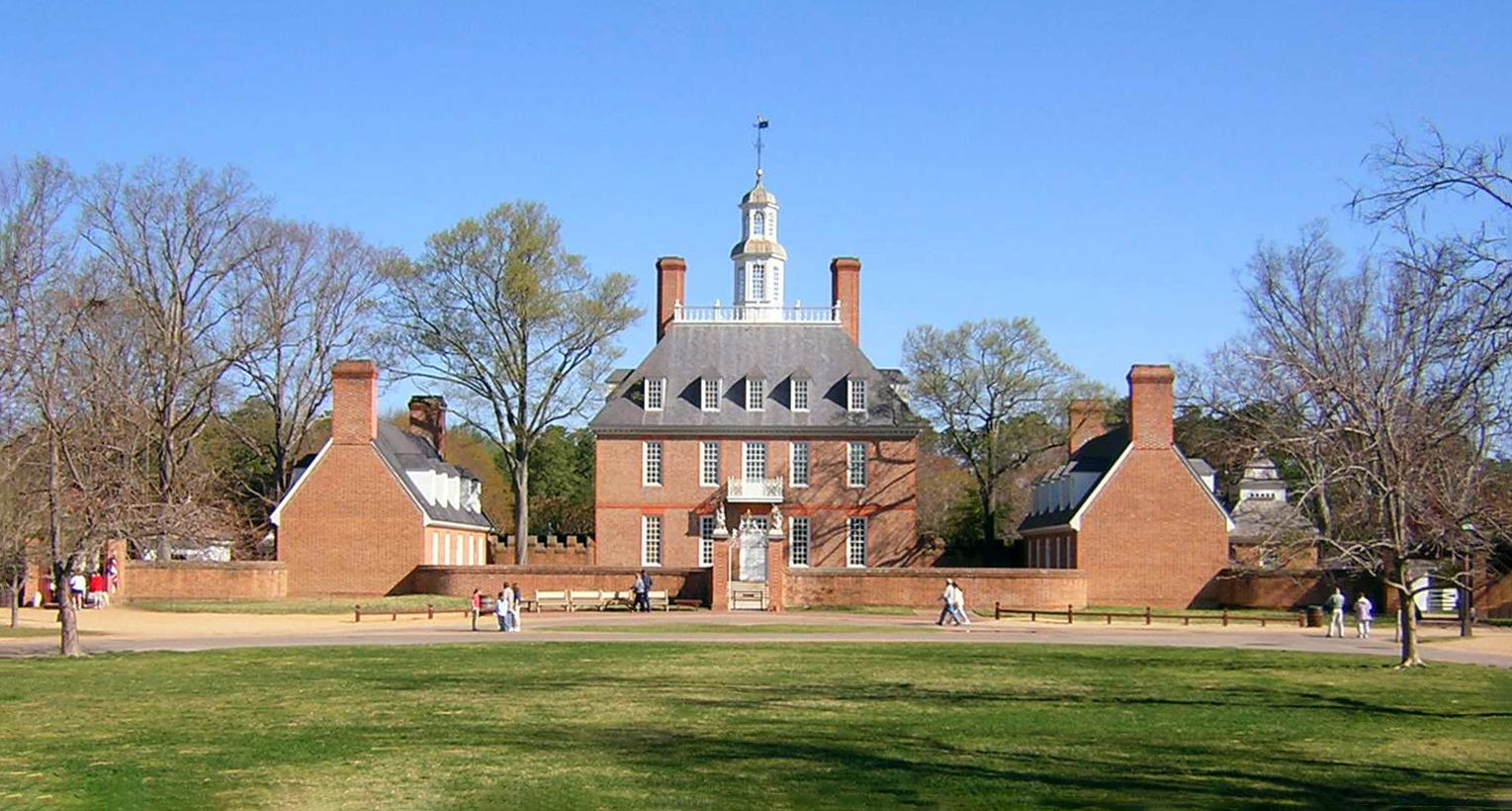
Williamsburg là thủ đô của Virginia từ năm 1699 đến năm 1780.

Sinh hoạt tại thuộc địa đầy nguy hiểm, và có nhiều người tử vong trong nạn đói năm 1609 và các cuộc chiến tranh với Liên minh Powhatan của người da đỏ, trong đó có cuộc tàn sát năm 1622, thúc đẩy quan điểm tiêu cực của những người thực dân về tất cả các bộ lạc. Đến năm 1624, chỉ có 3.400 trong số 6.000 người định cư ban đầu còn sống sót. Tuy nhiên, nhu cầu về thuốc lá tại châu Âu thúc đẩy thêm nhiều người định cư và đầy tớ đến thuộc địa. Hệ thống tiền đăng (headright) được áp dụng nhằm cố gắng giải quyết tình hình thiếu lao động bằng cách cung cấp đất đai cho những người thực dân tương ứng với số lao công khế ước mà họ chở đến Virginia. Những người lao công người châu Phi được nhập khẩu lần đầu tiên đến Jamestown vào năm 1619, ban đầu là theo nguyên tắc nô lệ khế ước. Việc chuyển sang một chế độ nô lệ người châu Phi tại Virginia được thúc đẩy theo sau án kiện pháp lý của John Punch, người này bị tuyên án phải làm nô lệ suốt đời vào năm 1640 do cố gắng chạy trốn, và của John Casor, người này bị Anthony Johnson yêu cầu phải làm nô lệ suốt đời cho ông ta vào năm 1655. Vào năm 1661 và năm 1662, chế độ nô lệ xuất hiện lần đầu tiên trong các đạo luật tại Virginia, khi một luật quy định thân phận nô lệ được kế thừa theo thân phận của mẹ.
Những căng thẳng và khác biệt về địa lý giữa các tầng lớp lao động và thống trị dẫn đến cuộc nổi dậy Bacon vào năm 1676, đương thời những người đã và đang là lao công khế ước chiếm tới 80% dân số thuộc địa. Các phiến quân phần lớn đến từ vùng biên giới của thuộc địa, họ cũng phản đối chính sách hòa giải đối với các bộ lạc bản địa, và một kết quả của cuộc nổi dậy là ký kết Hiệp ước 1677 tại Middle Plantation, biến các bộ lạc ký hiệp ước thành các phiên thuộc quốc và nằm trong một mô thức chiếm đoạt đất đai bộ lạc bằng vũ lực và hiệp ước. Năm 1693, Học viện William & Mary được thành lập tại Middle Plantation, Middle Plantation được đổi thành Williamsburg khi nó trở thành thủ đô vào năm 1699. Đến năm 1747, một nhóm đầu cơ người Virginia thành lập Công ty Ohio với sự ủng hộ của vương thất Anh Quốc nhằm khởi đầu hoạt động định cư và mậu dịch của người Anh tại lãnh thổ Ohio ở phía tây của dãy Appalachian. Pháp tuyên bố rằng lãnh thổ Ohio là bộ phận của thuộc địa Tân Pháp, và nhìn nhận hành động này là một mối đe dọa. Chiến tranh giữa các thuộc địa châu Mỹ thuộc Anh với Tân Pháp kế tiếp đó là bộ phận của Chiến tranh Bảy Năm (1756–1763). Trong chiến tranh với Pháp tại Bắc Mỹ, trung đoàn Virginia là một lực lượng dân quân đến từ nhiều thuộc địa của Anh, người chỉ huy trung đoàn là Trung tá George Washington.

### Trở thành bang

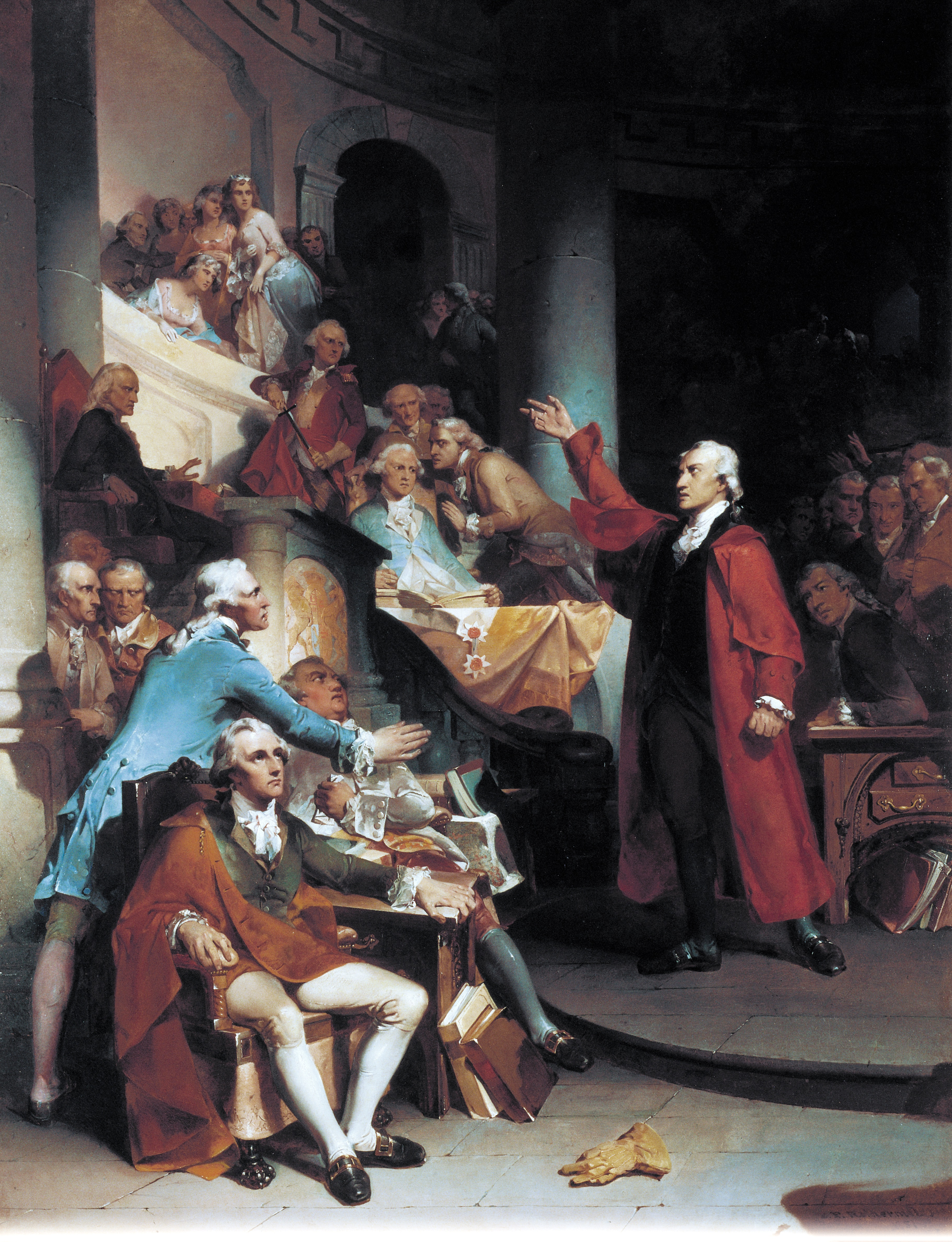
Bức họa năm 1851 mô tả bài phát biểu của Patrick Henry trước Thị dân viện phản đối Đạo luật tem 1765.

Sau Chiến tranh với Pháp và người da đỏ tại Bắc Mỹ, các thuộc địa hết sức không hoan nghênh các nỗ lực của Quốc hội Anh nhằm đánh các khoản thuế mới. Trong Thị dân viện, Patrick Henry và Richard Henry Lee và những người khác lãnh đạo hoạt động phản đối việc bị đánh thuế mà không có đại diện. Người Virginia bắt đầu phối hợp hành động của họ với các thuộc địa khác vào năm 1773, và cử các đại biểu đến Đại hội Lục địa vào năm sau đó. Sau khi Thị dân viện bị thống đốc vương thất giải thể vào năm 1774, các lãnh đạo cách mạng của Virginia tiếp tục cầm quyền thông qua Các hội nghị Virginia. Ngày 15 tháng 5 năm 1776, Hội nghị tuyên bố Virginia độc lập từ Đế quốc Anh và thông qua bản Tuyên ngôn Quyền lợi Virginia của George Mason, nội dung bản tuyên ngôn sau đó được đưa vào một bản hiến pháp mới. Một người Virginia khác là Thomas Jefferson dựa trên tác phẩm của George Mason trong việc soạn thảo Tuyên ngôn độc lập quốc gia.
Khi Cách mạng Mỹ bắt đầu, George Washington được chọn làm người đứng đầu lục quân thuộc địa. Trong chiến tranh, thủ phủ của Virginia được chuyển đến Richmond theo đề xuất của Thống đốc Thomas Jefferson, lý do là vì ông lo sợ thủ phủ Williamsburg nằm ở vùng ven biển nên dễ bị lực lượng Anh tấn công. Năm 1781, hành động liên hiệp của các lực lượng lục quân và hải quân Lục địa và Pháp bẫy được quân Anh trên bán đảo Virginia, tại đây quân của George Washington và Bá tước xứ Rochambeau đánh bại quân của Tướng Charles Cornwallis trong Cuộc vây hãm Yorktown. Việc Charles Cornwallis đầu hàng vào ngày 19 tháng 10 năm 1781 dẫn đến các cuộc hòa đàm tại Paris và bảo đảm nền độc lập của các thuộc địa.
Những người Virginia tham gia viết Hiến pháp Hoa Kỳ. James Madison phác thảo kế hoạch Virginia vào năm 1787 và tuyên ngôn nhân quyền vào năm 1789. Virginia phê chuẩn Hiến pháp Hợp chúng quốc vào ngày 25 tháng 6 năm 1788. Virginia có một lượng lớn nô lệ, và "Thỏa hiệp Ba phần năm" bảo đảm rằng ban đầu bang sẽ có đại diện đông nhất trong Hạ viện. Cùng với triều đại Virginia các tổng thống, những điều này giúp cho Thịnh vượng chung có tầm quan trọng quốc gia. Năm 1790, cả Virginia và Maryland đều nhượng lãnh thổ của mình để hình thành quận Columbia mới, song khu vực từng thuộc Virginia được nhượng lại cho bang vào năm 1846. Virginia được gọi là "mẹ của các bang" do các lãnh thổ của bang bị tách ra thành các bang như Kentucky (trở thành bang thứ 15 vào năm 1792), và vì đa số những "người tiên phong Hoa Kỳ" sinh tại Virginia.

### Nội chiến và hậu quả

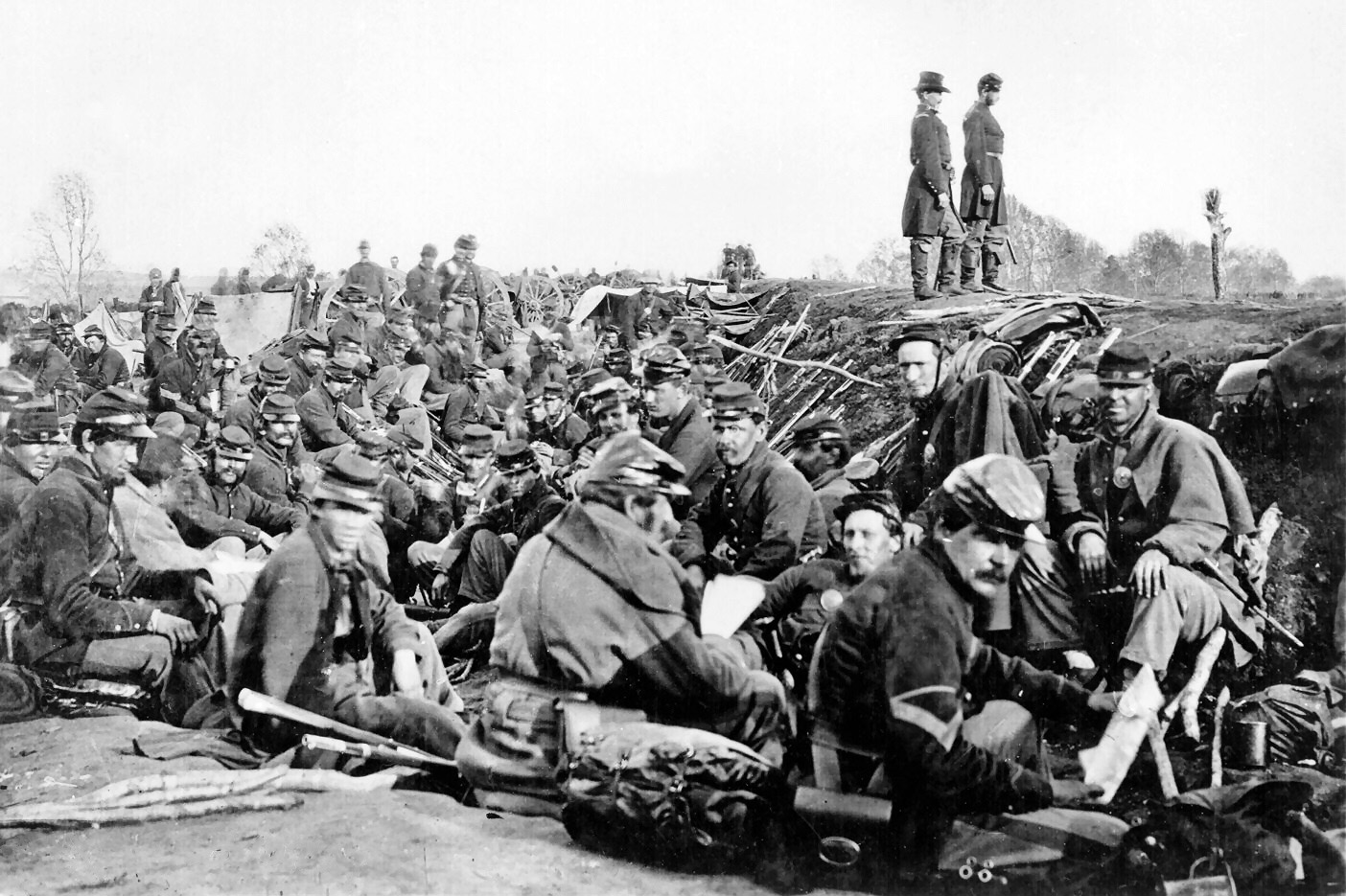
Các binh sĩ Liên bang trước Marye's Heights, Fredericksburg vào tháng 5 năm 1863.

Ngoài nông nghiệp, việc sử lao động nô lệ ngày càng tăng trong khai mỏ, đóng tàu và các ngành công nghiệp khác. Việc hành hình Gabriel Prosser vào năm 1800, cuộc nổi dậy nô lệ Nat Turner vào năm 1831 và vụ tấn công phà Harpers của John Brown vào năm 1859 đánh dấu gia tăng sự bất mãn xã hội của nô lệ và vai trò của họ trong kinh tế đồn điền. Đến năm 1860, gần nửa triệu người tại Virginia bị nô dịch hóa, chiếm gần 31% tổng dân số bang.
Virginia bỏ phiếu thông qua việc ly khai Hợp chúng quốc vào ngày 17 tháng 4 năm 1861, sau trận đồn Sumter và lời kêu gọi tình nguyện tòng quân của Abraham Lincoln. Ngày 24 tháng 4, Virginia gia nhập Liên minh quốc châu Mỹ, Liên minh chọn Richmond làm thủ đô. Sau Hội nghị Wheeling 1861, 48 quận tại tây bắc bộ Virginia ly khai để hình thành bang mới Tây Virginia, bang này lựa chọn vẫn trung thành với Liên bang. Tướng người Virginia Robert E. Lee nắm quyền chỉ huy Binh đoàn Bắc Virginia vào năm 1862, và lãnh đạo các cuộc xâm nhập vào lãnh thổ của Liên bang, sau cùng ông trở thành người chỉ huy của toàn bộ các lực lượng Liên minh miền Nam. Trong Nội chiến Mỹ, Virginia là bang xảy ra nhiều trận đánh nhất, bao gồm cả Bull Run, Chuỗi trận Bảy ngày, Chancellorsville, và trận Appomattox Court House mang tính quyết định. Sau khi Richmond bị chiếm vào tháng 4 năm 1865, thủ phủ của bang được chuyển đến Lynchburg trong một thời gian ngắn, trong khi hàng ngũ lãnh đạo của Liên minh dời đến Danville. Virginia chính thức khôi phục vị thế là một bộ phận của Hợp chúng quốc vào năm 1870, nhờ công của Ủy ban Chín người.
Trong thời kỳ Tái thiết sau chiến tranh, Virginia thông qua một hiến pháp mà theo đó cung cấp giáo dục trường công miễn phí, và bảo đảm các quyền chính trị, dân sự và tuyển cử. Đảng Tái chỉnh lý (Readjuster Party) theo chủ nghĩa dân túy vận hành một liên minh cầm quyền bao dung cho đến khi Đảng Dân chủ của người Da trắng bảo thủ giành được quyền lực sau năm 1883. Chính phủ của đảng này thông qua các luật Jim Crow với nội dung phân biệt chủng tộc, và đến năm 1902 thì viết lại Hiến pháp Virginia nhằm thêm vào một thuế thân và các tiêu chuẩn đăng ký cử tri khác mà trên thực tế đã tước quyền tuyển cử của hầu hết người Mỹ gốc Phi và nhiều người Da trắng nghèo. Mặc dù các trường học và dịch vụ công của người Mỹ gốc Phi bị cô lập và thiếu kinh phí do thiếu đại diện chính trị, song họ vẫn có thể đoàn kết trong các cộng đồng và đóng vai trò lớn hơn trong xã hội Virginia.

### Thời hiện đại

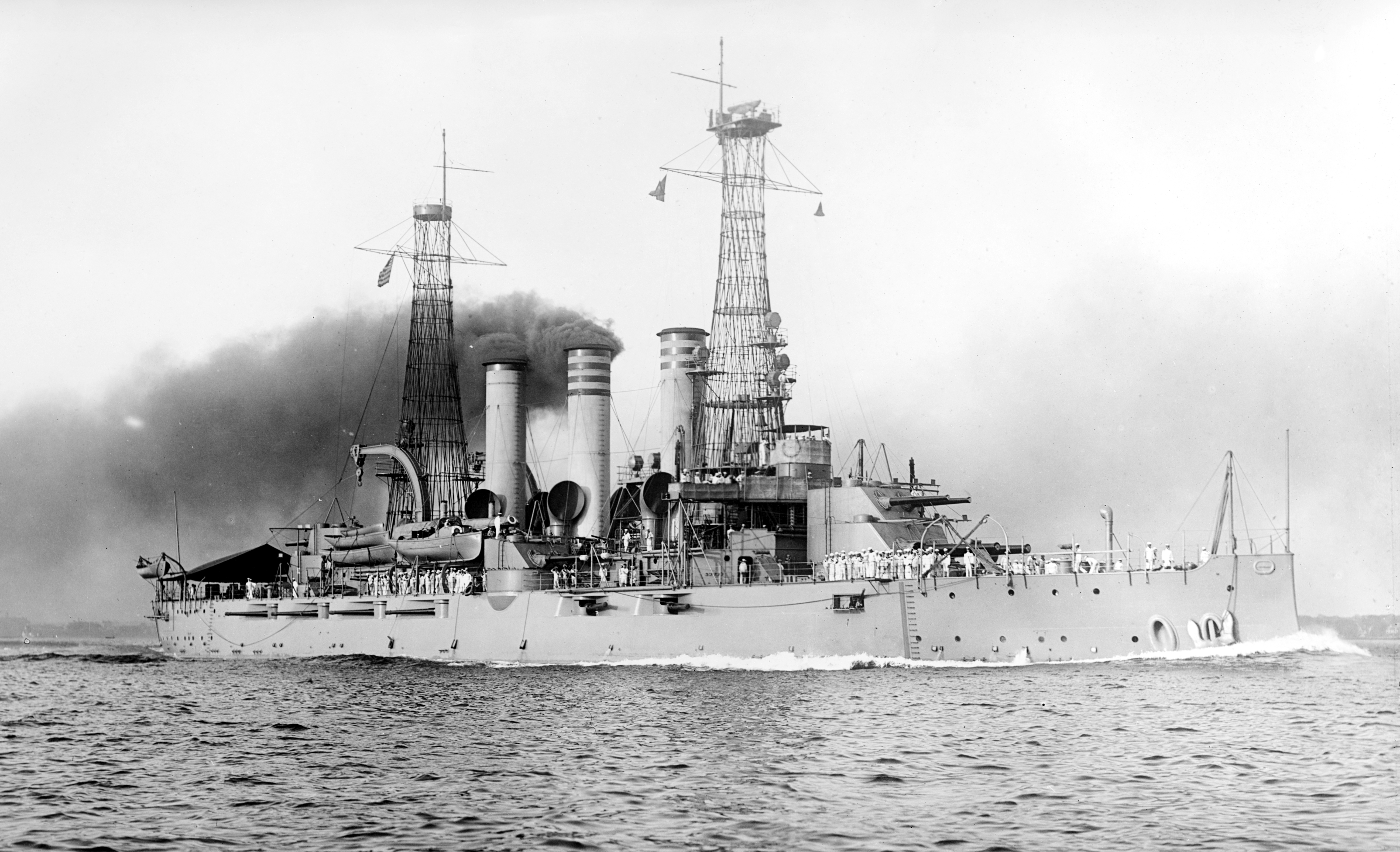
Nhiều chiến hạm thời kỳ tiền-dreadnought và Chiến tranh thế giới thứ nhất được sản xuất tại Newport News, trong đó có USS Virginia.

Các động lực kinh tế mới cũng biến đổi Thịnh vượng chung. Một người Virginia là James Albert Bonsack phát minh ra máy cán thuốc lá vào năm 1880, dẫn đầu sản xuất quy mô công nghiệp mới tập trung quanh Richmond. Năm 1886, trùm tư bản đường sắt Collis Potter Huntington thành lập hãng Đóng tàu Newport News, hãng này chịu trách nhiệm đóng sáu chiến hạm lớn trong thời kỳ Chiến tranh thế giới thứ nhất cho Hải quân Hoa Kỳ từ 1907–1923. Trong Chiến tranh thế giới thứ nhất, các tàu ngầm của Đức như U-151 từng tấn công các tàu bên ngoài cảng. Năm 1926, Tiến sĩ W.A.R. Goodwin, mục sư nhà thờ giáo xứ Bruton tại Williamsburg, bắt đầu tiến hành khôi phục các tòa nhà thời kỳ thuộc địa trong khu vực mang tính lịch sử với hỗ trợ tài chính của John D. Rockefeller, Jr. Giống như các bang khác, Virginia phải đương đầu với Đại khủng hoảng và Chiến tranh thế giới thứ hai, song công việc phục hồi của các cá nhân này vẫn tiếp tục và Williamsburg thời thuộc địa trở thành một địa điểm du lịch lớn.
Barbara Rose Johns khởi đầu các cuộc biểu tình trong năm 1951 tại Farmville nhằm phản đối các trường học cách ly chủng tộc, dẫn đến một vụ tố tụng. Vụ tố tụng này do các cư dân địa phương tại Richmond là Spottswood Robinson và Oliver Hill đệ trình, và được phân xử vào năm 1954, trong đó bác bỏ thuyết cách ly chủng tộc "cách ly nhưng bình đẳng". Tuy nhiên, đến năm 1958, theo chính sách "đề kháng đại quy mô" dẫn đầu bởi Thượng nghị sĩ có thế lực theo chủ nghĩa phân biệt chủng tộc Harry F. Byrd và Tổ chức Byrd của ông, Thịnh vượng chung cấm các trường học địa phương thực hiện phế bỏ kỳ thị được nhận kinh phí của bang.
Phong trào dân quyền thu hút nhiều người tham gia trong thập niên 1960, giành được sức mạnh đạo đức và sự ủng hộ để thông qua Đạo luật dân quyền 1964 và Đạo luật quyền đầu phiếu vào năm 1965. Năm 1964, Tối cao Pháp viện Hoa Kỳ phán quyết quận Prince Edward và các quận khác phải hợp nhất chủng tộc các trường học. Năm 1967, Tối cao Pháp viện cũng bác lệnh cấm của Virginia về hôn nhân dị chủng. Từ năm 1969 đến năm 1971, dưới sự lãnh đạo của Thống đốc Mills Godwin, các nhà lập pháp của bang viết lại hiến pháp sau khi đạt được các mục tiêu như hủy bỏ các luật Jim Crow. Năm 1989, Douglas Wilder trở thành người Mỹ gốc Phi đầu tiên được bầu làm thống đốc tại Hoa Kỳ.
Chiến tranh Lạnh dẫn đến việc mở rộng các chương trình chính phủ về quốc phòng trong các văn phòng tại Bắc Virginia gần Washington, D.C., kéo theo là tăng trưởng dân số. Cơ quan Tình báo Trung ương tại Langley liên quan đến nhiều sự kiện khác nhau trong Chiến tranh Lạnh, bao gồm cả việc là mục tiêu của các hoạt động tình báo của Liên Xô. Virginia còn có Lầu Năm Góc, tòa nhà được xây dựng trong Chiến tranh thế giới thứ hai để làm trụ sở cho Bộ Quốc phòng. Lầu Năm Góc là một trong các mục tiêu của các cuộc tấn công ngày 11 tháng 9 năm 2001; 189 người thiệt mạng khi một máy bay hành khách phản lực đâm vào tòa nhà.

## Hành chính

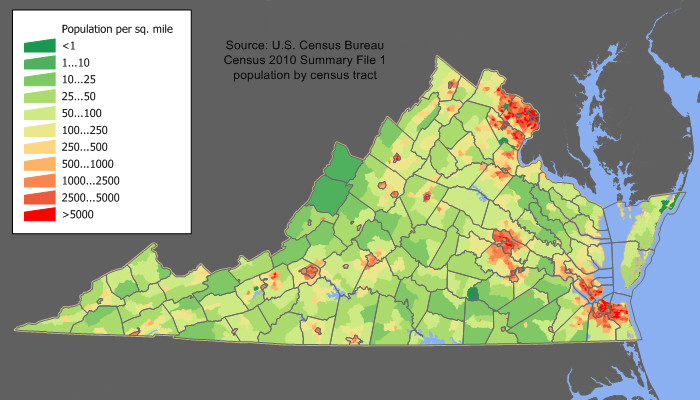
Các vùng đô thị tại Virginia phân bố tại nhiều khu vực trong bang.

Virginia được phân chia thành 95 quận (hạt) và 38 thành phố độc lập, cả hai hoạt động theo cùng một cách thức do các thành phố độc lập được xem như tương đương với quận. Cách đối đãi bình đẳng giữa các thành phố độc lập và các quận là điểm độc đáo của Virginia, chỉ có ba thành phố độc lập khác tại Hoa Kỳ có được tình trạng bình đẳng với các quận. Virginia giới hạn quyền lực của các thành phố và quận khiến việc hủy bỏ các luật tuyệt đối phải được Đại hội Virginia chấp thuận, dựa theo điều được gọi là quy tắc Dillon. Ngoài các thành phố độc lập, Virginia còn có các thành thị hợp nhất hoạt động dưới quyền chính quyền của họ, song là bộ phận của một quận. Virginia có hàng trăm cộng đồng chưa hợp nhất trong các quận.
Virginia có 11 vùng thống kê đô thị, trong đó Bắc Virginia, Hampton Roads, và Richmond-Petersburg là ba vùng đông dân nhất. Richmond là thủ phủ của Virginia, vùng đô thị của nó có dân số trên 1,2 triệu. Tính đến  năm 2010, Virginia Beach là thành phố đông dân nhất trong Thịnh vượng chung, xếp thứ nhì và thứ ba lần lượt là Norfolk và Chesapeake. Norfolk tạo thành lõi đô thị của vùng đô thị Hampton Roads, vùng đô thị này có dân số trên 1,6 triệu và có căn cứ hải quân lớn nhất thế giới mang tên Căn cứ hải quân Norfolk. Suffolk là thành phố có diện tích lớn nhất Virginia với 429,1 dặm vuông Anh (1.111 km2).
Với trên một triệu cư dân, quận Fairfax là đơn vị hành chính đông dân nhất tại Virginia, song số liệu này không bao gồm quận lỵ Fairfax do đây là một thành phố độc lập. Quận Fairfax có một trung tâm thương nghiệp và mua sắm lớn tại Tysons Corner, đây là thị trường chính thức lớn nhất tại Virginia. Fairfax và Loudoun láng giềng là hai quận tăng trưởng nhanh nhất tại Virginia và có thu nhập trung bình hộ gia đình cao nhất (114.204 USD) trong toàn quốc tính đến  năm 2010. Arlington là quận tự quản có diện tích nhỏ nhất tại Hoa Kỳ, và là một cộng đồng đô thị được tổ chức thành một quận. Khu vực Roanoke là vùng thống kê đô thị lớn nhất tại miền tây Virginia.

## Nhân khẩu
Cục Thống kê Dân số Hoa Kỳ ước tính rằng dân số Virginia là 8.260.405 vào ngày 1 tháng 7 năm 2013, tăng 3,2% kể từ cuộc điều tra dân số toàn quốc năm 2010. Sự gia tăng là kết quả của cả con số di cư thuần 314.832 người đến Thịnh vượng chung kể từ cuộc điều tra dân số năm 2000. Nhập cư từ bên ngoài Hoa Kỳ đạt tăng thuần 159.627 người, và di cư trong nước đạt tăng thuần 155.205 người. Trung tâm dân số của Virginia nằm tại quận Louisa bên ngoài Richmond.

### Dân tộc
Người da trắng phi Hispanic, tức người da trắng không có nguồn gốc Mỹ Latinh hoặc Iberia, là nhôm dân tộc đông đảo nhất tại Virginia, tỷ lệ của họ trong tổng dân số bang giảm từ 76% vào năm 1990 đến 64,0% vào năm 2012. Năm 2011, 50,9% toàn bộ ca sinh tại Virginia có cha, mẹ hoạc cả hai là người da trắng phi Hispanic. Người có nguồn gốc Anh định cư trên khắp Thịnh vượng chung từ thời thuộc địa, và những người khác có nguồn gốc Anh Quốc và Ireland nhập cư sau đó. Những người tự nhận định là "dân tộc Mỹ" chủ yếu có gốc Anh, song tổ tiên của họ sinh sống tại Bắc Mỹ quá lâu nên họ lựa chọn nhận định chỉ là người Mỹ. Trong số những người Anh nhập cư đến Virginia vào thập niên 1600, 75% đến với thân phận lao công khế ước. Trước Cách mạng Mỹ, những người nhập cư Scotland-Ireland lập ra nhiều khu định cư tại các dãy núi phía tây. Có một số lượng đáng kể người có nguồn gốc Đức tại các dãy núi phía tây bắc và thung lũng Shenandoah, và số người trả lời có nguồn gốc Đức đứng ở vị trí cao nhất trong cuộc Điều tra Xã hội năm 2010, với 11,7%. 2,9% người Virginians mô tả bản thân là người song chủng.
Nhóm thiểu số lớn nhất tại Virginia là người Mỹ gốc Phi, chiếm tỷ lệ 19,7% tính đến  năm 2012. Hầu hết người Mỹ gốc Phi tại Virginia là hậu duệ của những người châu Phi bị nô dịch hóa từng phải làm việc trong các đồn điền thuốc lá, bông, và gai dầu. Những người này được đưa đến từ tây-trung châu Phi, chủ yếu là Angola và vịnh Biafra. Dân tộc Igbo có nguồn gốc từ khu vực mà nay là miền nam của Nigeria là dân tộc châu Phi đơn lẻ lớn nhất trong số các nô lệ tại Virginia. Dân số da đen tại Virginia suy giảm do Đại di trú, song từ năm 1965 tình hình di trú của người da đen đảo nghịch khi họ trở về miền Nam. Theo Trung tâm nghiên cứu Pew, Virginia là nơi có tỷ lệ cao nhất các cuộc hôn nhân dị chủng giữa người da đen và người da trắng.
Cuối thế kỷ 20 và đầu thế kỷ 21, có nhiều người Hispanic và người châu Á nhập cư đến Virginia. Tính đến  năm 2012, 8,4% dân cư Virginia là người Hispanic hoặc Latino (thuộc mọi chủng tộc), và 6,0% là người châu Á. Dân số Hispanic trong bang tăng 92% trong giai đoạn từ năm 2000 đến năm 2010, với hai phần ba số người Hispanic sống tại Bắc Virginia. Các công dân Hoa Kỳ là người Hispanic tại Virginia có thu nhập trung bình hộ gia đình và trình độ học vấn cao hơn mức trung bình của dân cư Virginia. Bắc Virginia cũng có một số lượng đáng kể người Mỹ gốc Việt, làn sóng nhập cư chính của cộng đồng này là sau Chiến tranh Việt Nam; còn người Mỹ gốc Hàn nhập cư gần đây hơn và bị thu hút một phần vì hệ thống trường học có chất lượng trong bang. Cộng đồng người Mỹ gốc Philippines có khoảng 45.000 người tại khu vực Hampton Roads, nhiều người trong số họ có liên hệ với Hải quân Hoa Kỳ và các lực lượng vũ trang.
Ngoài ra, 0,5% dân cư Virginia là người da đỏ hoặc người Alaska bản địa, và 0,1% là người Hawaii bản địa hoặc người các đảo Thái Bình Dương khác. Virginia mở cộng công nhận cấp bang đến tám bộ lạc da đỏ cư trú tại bang, song liên bang chưa công nhận tình trạng của họ. Hầu hết các nhóm da đỏ cư trú tại vùng Tidewater.
| Dân tộc (2012)                            | Dân tộc (2012) |                                                 | Nguồn gốc lớn nhất theo quận | Nguồn gốc (2010)    | Nguồn gốc (2010) | Nguồn gốc (2010) |
| Người da trắng phi Hispanic               | 64,0%          | Điều tra cộng đồng Hoa Kỳ Ước tính 5 năm (2010) |                              | người Đức           | 11.7%            |                  |
| Người da đen hay người Mỹ gốc Phi         | 19.7%          | Điều tra cộng đồng Hoa Kỳ Ước tính 5 năm (2010) |                              | người Anh           | 10,7%            |                  |
| Người Hispanic hay Latino (mọi chủng tộc) | 8.4%           | Điều tra cộng đồng Hoa Kỳ Ước tính 5 năm (2010) |                              | người Ireland       | 9,8%             |                  |
| Người châu Á                              | 6.0%           | Điều tra cộng đồng Hoa Kỳ Ước tính 5 năm (2010) |                              | người Mỹ            | 9,7%             |                  |
| Người da đỏ và người Alaska bản địa       | 0,5%           | Điều tra cộng đồng Hoa Kỳ Ước tính 5 năm (2010) |                              | người Phi hạ Sahara | 1,7%             |                  |

### Ngôn ngữ
Phương ngôn của khu vực Piedmont có ảnh hưởng mạnh mẽ đối với tiếng Anh miền Nam Hoa Kỳ. Tiếng Anh Mỹ tại các khu vực đô thị phát âm đồng đều hơn, song các trọng âm khác nhau cũng được sử dụng, trong đó có trọng âm Tidewater, trọng âm Virginia cũ, và trọng âm Elizabeth lỗi thời trên đảo Tangier.
Năm 2010, 85,87% (6.299.127) dân cư Virginia 5 tuổi và lớn hơn nói tiếng Anh tại nhà như một ngôn ngữ chính, trong khi 6,41% (470.058) nói tiếng Tây Ban Nha, 0,77% (56.518) nói tiếng Hàn, 0,63% (45.881) nói tiếng Việt, 0,57% (42.418) nói tiếng Trung Quốc, và tiếng Tagalog là một ngôn ngữ chính của 0,56% (40.724). Tổng cộng, 14,13% (1.036.442) dân số Virginia 5 tuổi và lớn hơn có ngôn ngữ mẹ đẻ không phải là tiếng Anh. Các đạo luật vào năm 1981 và năm 1996 xác định tiếng Anh là ngôn ngữ chính thức của Thịnh vượng chung, song Hiến pháp Virginia không quy định tình trạng này.

### Tôn giáo
| Tôn giáo (2008)            | Tôn giáo (2008) | Tôn giáo (2008) |
| -------------------------- | --------------- | --------------- |
| Cơ Đốc giáo                | Cơ Đốc giáo     | 76%             |
|                            | Báp-tít         | 27%             |
| Công giáo La Mã            | 11%             |                 |
| Giám Lý                    | 8%              |                 |
| Trưởng Lão                 | 3%              |                 |
| Luther                     | 2%              |                 |
| Giáo phái Cơ Đốc giáo khác | 28%             |                 |
|                            |                 |                 |
| Phật giáo                  | Phật giáo       | 1%              |
| Ấn Độ giáo                 | Ấn Độ giáo      | 1%              |
| Do Thái giáo               | Do Thái giáo    | 1%              |
| Hồi giáo                   | Hồi giáo        | 0,5%            |
| Không liên kết             | Không liên kết  | 18%             |

Virginia là bang mà Cơ Đốc giáo, cụ thể là Tin Lành, chiếm ưu thế; Báp-tít là nhóm đơn lẻ lớn nhất với 27% dân số tính đến  năm 2008. Các giáo đoàn Báp-tít tại Virginia có 763.655 thành viên. Các nhóm giáo phái Báp-tít tại Virginia gồm có Tổng hội Báp-tít Virginia với khoảng 1.400 nhà thờ thành viên, giáo phái này ủng hộ cả Giáo hội Báp-tít phương Nam và Giáo hội Báp-tít Hợp tác; và Giáo hội Bảo thủ Báp-tít phương Nam Virginia với hơn 500 nhà thờ thành viên, giáo phái này ủng hộ Giáo hội Báp-tít phương Nam. Công giáo La Mã là nhóm tôn giáo lớn thứ nhì với 673.853 thành viên. Giáo phận Công giáo Arlington bao gồm hầu hết các nhà thờ Công giáo tại Bắc Virginia, và Giáo phận Công giáo Richmond bao gồm các nhà thờ Công giáo còn lại trong bang.
Hội nghị Virginia là đoàn thể khu vực của Giáo hội Giám Lý Thống nhất, và Hội nghị tôn giáo Virginia chịu trách nhiệm về giáo đoàn của Giáo hội Luther. Các đức tin Trưởng Lão, Ngũ Tuần, Công Lý, và Thánh Công đều chiếm dưới 2% dân số tính đến  năm 2010. Tín đồ của Giáo hội các Thánh hữu Ngày sau của Chúa Giê Su Ky Tô chiếm 1% dân số, với 197 giáo đoàn tại Virginia tính đến  tháng 3 năm 2014. Tại Fairfax Station có chùa Phật giáo Ekoji (Huệ Quang tự) thuộc giáo phái Tịnh độ chân tông, và đền Ấn Độ giáo thờ Durga. Số người Do Thái tại Virginia có quy mô nhỏ, song có tổ chức từ năm 1789 với Giáo đoàn Beth Ahabah. Hồi giáo là một tôn giáo đang phát triển trên khắp Thịnh vượng chung do nhập cư. Các đại giáo đoàn trong Thịnh vượng chung gồm có Nhà thờ Báp-tít Thomas Road, Nhà thờ Kinh Thánh Immanuel, và Nhà thờ Kinh Thánh McLean.

## Kinh tế

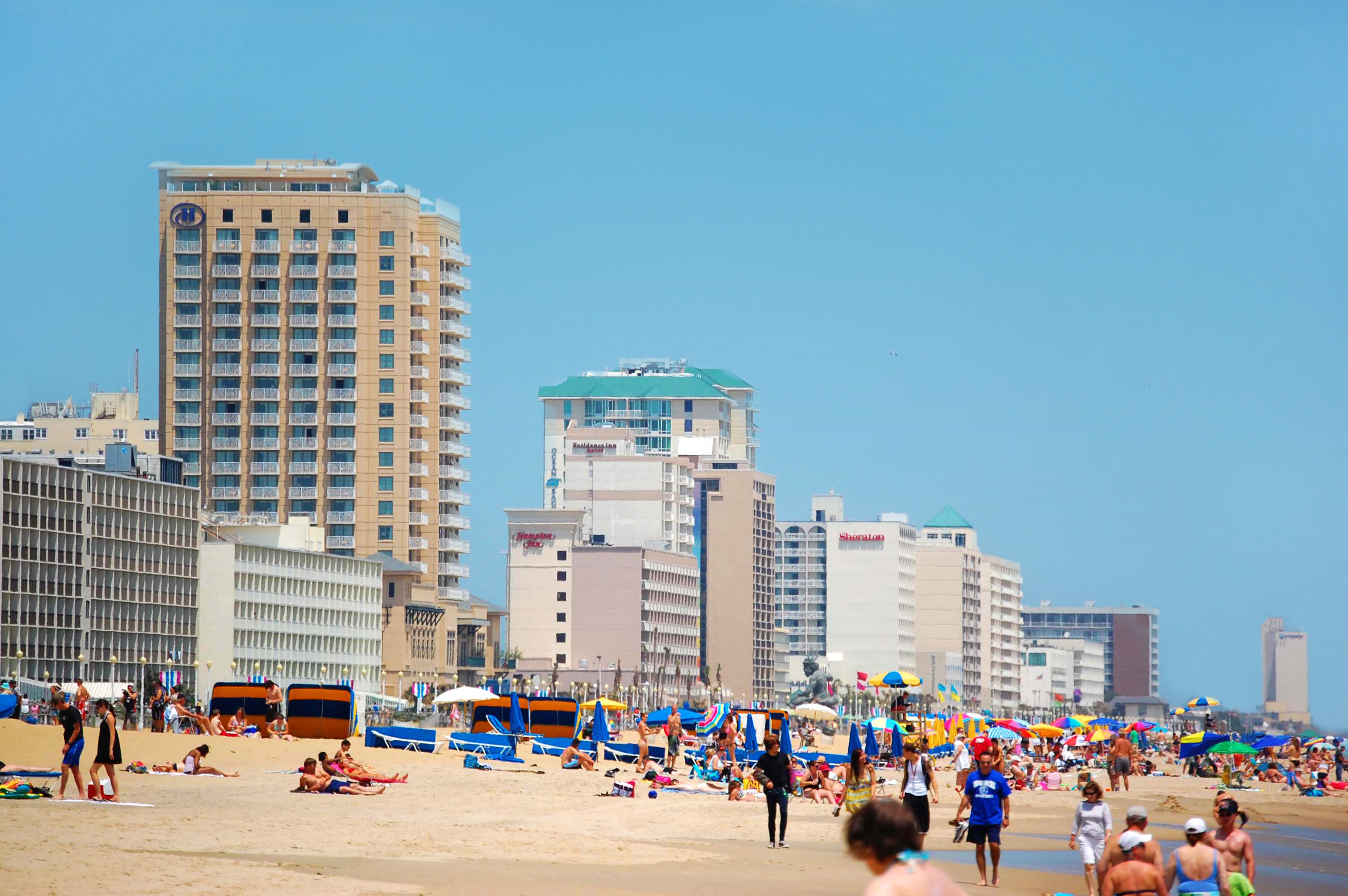
Du lịch đại dương là một lĩnh vực quan trọng trong kinh tế của Virginia Beach.

Virginia là một bang quy định thuê lao động theo ý muốn (có thể sa thải người lao động vì lý do bất kỳ); và kinh tế bang có các nguồn thu nhập khác nhau, bao gồm chính phủ địa phương và liên bang, quân sự, nông nghiệp và thương nghiệp. Virginia có 4,1 triệu lao động dân sự, và một phần ba số việc làm là trong lĩnh vực dịch vụ. Tỷ lệ thất nghiệp tại Virginia nằm trong hàng thấp nhất toàn quốc, ở mức 5,2% vào tháng 4 năm 2013. Tổng sản phẩm quốc nội (GDP) của Virginia là 424 tỷ USD theo số liệu năm 2010. Theo Cục phân tích kinh tế, Virginia là bang có nhiều quận nhất trong số 100 quận giàu nhất tại Hoa Kỳ dựa theo thu nhập trung bình vào năm 2007. Bắc Virginia là khu vực có thu nhập cao nhất tại Virginia, sở hữu năm trong 10 quận có thu nhập cao nhất tại Hoa Kỳ theo số liệu năm 2014, và sở hữu hai vị trí đầu tiên. Theo một nghiên cứu năm 2013, Virginia có số triệu phú bình quân đầu người cao thứ bảy tại Hoa Kỳ, với tỷ lệ 6,64%.

### Chính phủ

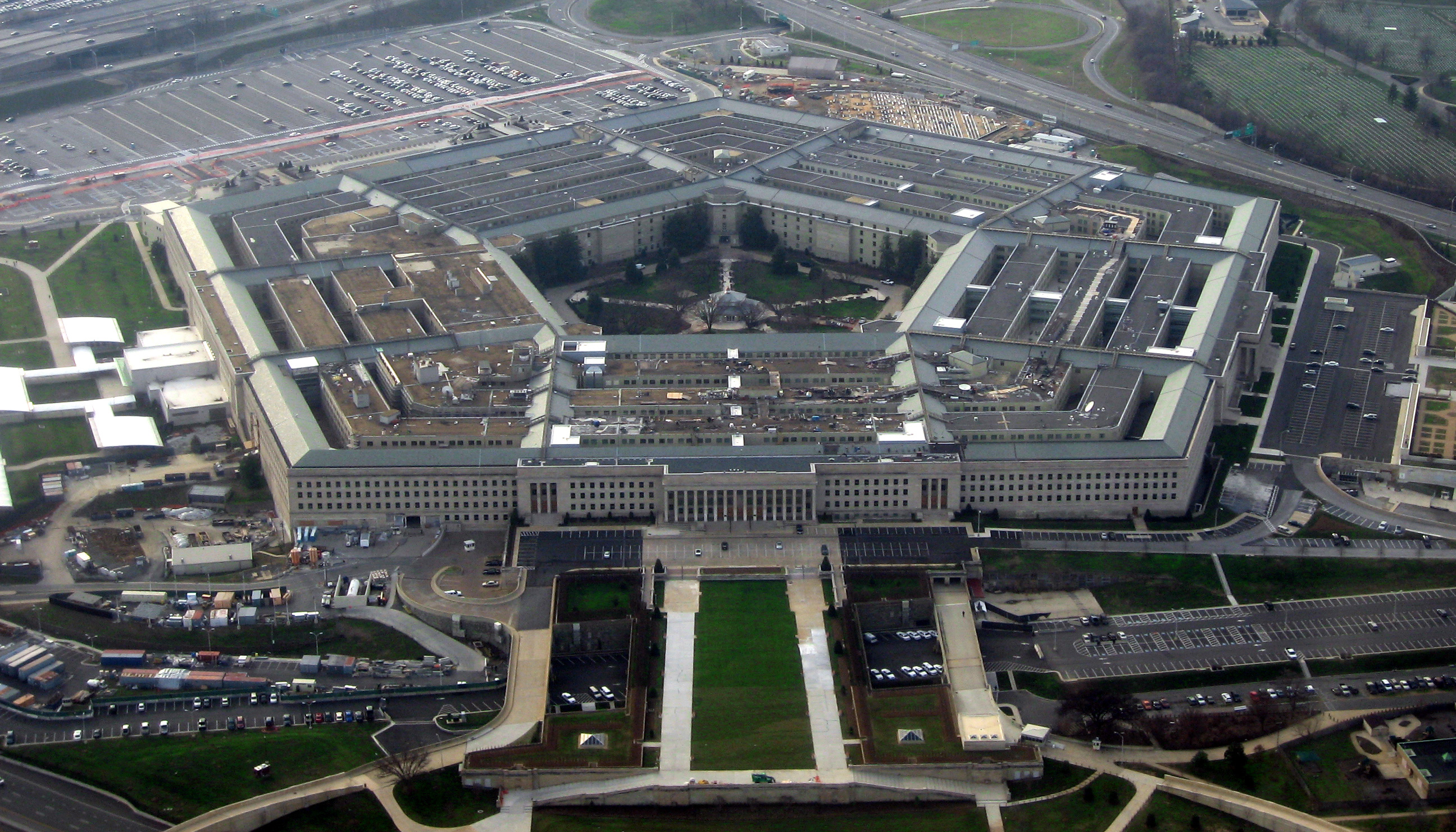
Lầu Năm Góc là trụ sở của Bộ Quốc phòng Hoa Kỳ, đây là tòa nhà văn phòng lớn nhất thế giới..

Virginia có chi tiêu quốc phòng trên đầu người cao nhất toàn quốc, lĩnh vực này đem đến cho bang 900.000 công việc. 12% toàn bộ tiền mua sắm liên bang được chi tiêu tại Virginia, đây là lượng lớn thứ nhì toàn quốc sau California. Nhiều người Virginia làm việc cho các cơ quan liên bang tại Bắc Virginia, trong đó có Cơ quan Tình báo Trung ương và Bộ Quốc phòng, cũng như Tổ chức Khoa học Quốc gia (NSF), Cục Khảo sát Địa chất Hoa Kỳ và Cục Sáng chế và Thương hiệu Hoa Kỳ. Nhiều người khác làm việc cho các nhà thầu chính phủ, bao gồm các hãng quốc phòng và an ninh có hàng nghìn hợp đồng với liên bang.
Virginia có là một trong những bang có tỷ lệ cựu chiến binh cao nhất toàn quốc, và đứng thứ nhì sau California về tổng số nhân viên của Bộ Quốc phòng. Khu vực Hampton Roads là vùng đô thị tập trung nhiều nhân viên và tài sản quân sự nhất trên thế giới, bao gồm cả căn cứ hải quân lớn nhất thế giới là Norfolk. Chính phủ bang Virginia sử dụng 106.143 công chức, họ có thu nhập trung bình là 44.656 USD tính đến  năm 2013.

### Doanh nghiệp
Virginia là bang có tỷ lệ lao động kỹ thuật cao nhất, và xếp thứ tư về số lượng lao động kỹ thuật sau California, Texas, và New York. Chip máy tính trở thành mặt hàng xuất khẩu có doanh thu cao nhất của bang trong năm 2006, vượt qua tổng của hai mặt hàng xuất khẩu hàng đầu vốn có truyền thống là than đá và thuốc lá. Bắc Virginia môth thời từng được xem là thủ đô bơ sữa của bang, song nay có các công ty phần mềm, công nghệ truyền thông, nhà thầu quốc phòng, đặc biệt là tại Hành lang kỹ thuật Dulles. Tính đến  năm 2013, Virginia nằm trong số những nơi có tốc độ Internet trung bình cao nhất trên thế giới, và các trung tâm dữ liệu tại Bắc Virginia truyền 70% lưu lượng internet toàn quốc.
Trong nửa đầu năm 2011, các công ty tại Virginia nhận được số vốn đầu tư mạo hiểm cao thứ tư toàn quốc, sau California, Massachusetts, và New York. Năm 2009, Tạp chí Forbes xác định Virginia là bang tốt nhất toàn quốc đối với doanh nghiệp trong năm thứ tư liên tiếp, còn CNBC xác định Virginia là bang tốt nhất đối với doanh nghiệp trong các năm 2007, 2009, và 2011. Virginia có 20 công ty nằm trong bảng xếp hạng Fortune 500 (2011), xếp thứ tám toàn quốc. Du lịch tại Virginia ước tính tạo ra 210.000 công việc và ước tính tạo ra 21,2 tỷ USD trong năm 2012. Quận Arlington là địa điểm du lịch đứng đầu trong bang theo chi tiêu quốc nội, tiếp đến là quận Fairfax, quận Loudoun, và Virginia Beach.

### Nông nghiệp

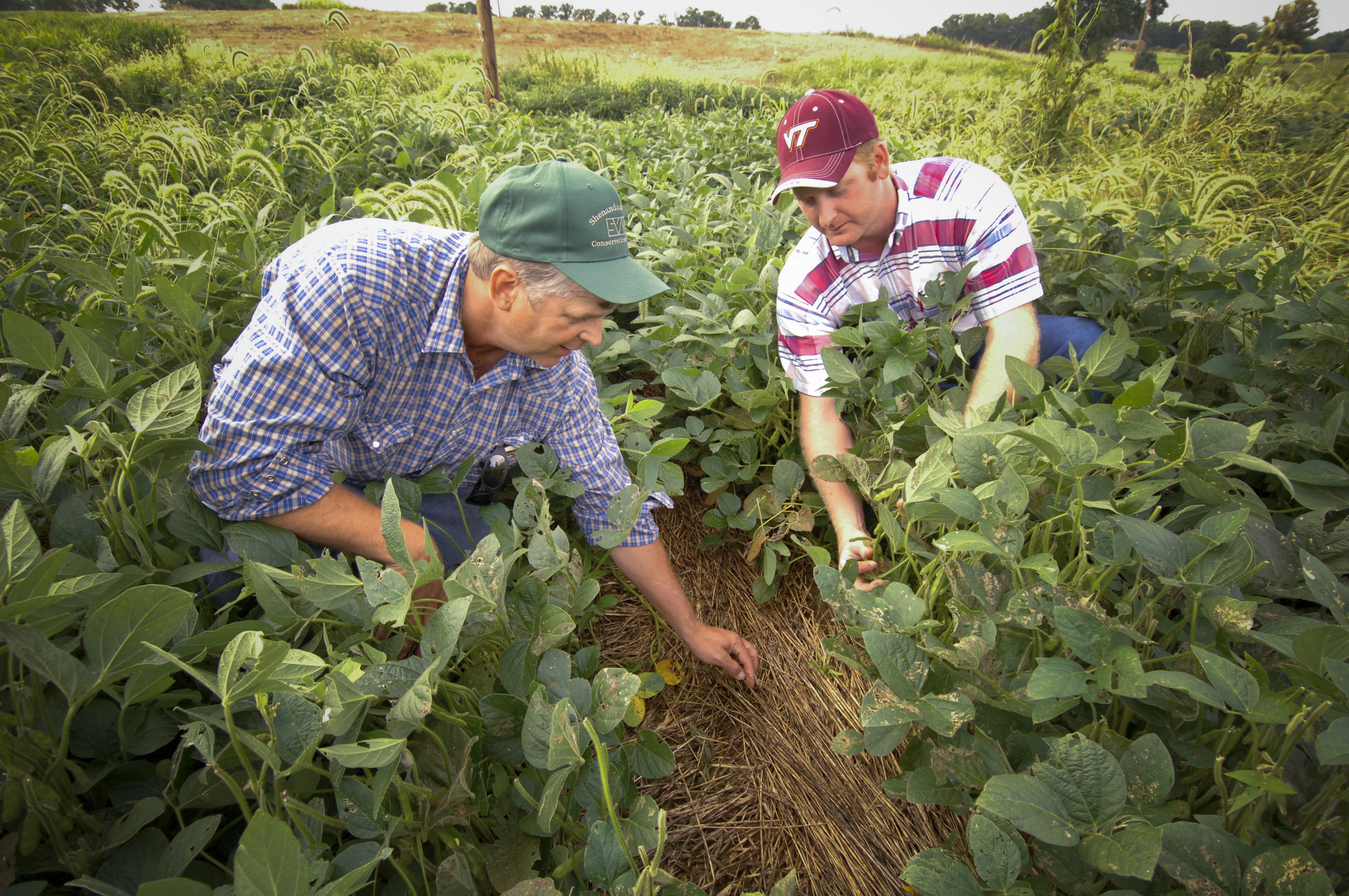
Quận Rockingham là quận dẫn đầu về nông nghiệp tại Virginia..

Nông nghiệp sử dụng 32% đất tại Virginia. Tính đến  năm 2012, có khoảng 357.000 công việc tại Virginia là trong nông nghiệp, với trên 47.000 nông trại, trung bình mỗi nông trại rộng 171 mẫu Anh (0,27 dặm vuông Anh; 0,69 km2), và tổng diện tích đất nông trại là 8,1 triệu dặm vuông (32.780 km²). Nông nghiệp hiện nay suy giảm đáng kể so với năm 1960, khi đó số nông trại trong bang nhiều gấp đôi, song đây vẫn là ngành kinh tế đơn lẻ lớn nhất tại Virginia. Cà chua vượt qua đậu tương để giành vị thế cây trồng sinh lợi nhất tại Virginia trong năm 2006, lạc và rơm là các nông sản khác. Mặc dù thuốc lá không còn là cây trồng chính trong bang, song Virginia vẫn là nơi sản xuất thuốc lá lớn thứ năm toàn quốc. Thu hoạch hàu Virginia (Crassostrea virginica) là một bộ phận quan trọng trong kinh tế vịnh Chesapeake, song số lượng hàu suy giảm do dịch bệnh, ô nhiễm, và khai thác quá mức khiến cho sản lượng khai thác giảm. Các nhà máy rượu vang và vườn nho tại Northern Neck và dọc theo dãy núi Blue Ridge cũng phát đầu sinh lợi và thu hút du khách.

### Thuế
Virginia đánh thuế thu nhập cá nhân theo năm mức thu nhập khác nhau, dao động từ 3,0% đến 5,75%. Thuế tiêu thụ và thuế sử dụng ở mức 4%, trong khi mức thuế đối với thực phẩm là 1,5%. Ngoài ra, còn có thêm 1% thuế địa phương, tổng cộng phải trả thuế là 5% khi mua hầu hết hàng hóa tại Virginia và 2,5% đối với hầu hết thực phẩm. Thuế tài sản tại Virginia do chính quyền cấp địa phương định ra và thu, và ở mức khác nhau giữa các quận trong bang. Bất động sản cũng bị đánh thuế ở cấp địa phương dựa theo 100% giá thị trường. Tài sản cá nhân hữu hình cũng bị đánh thuế ở cấp địa phương và dựa theo một phần trăm hoặc vài phần trăm giá gốc.

## Văn hóa

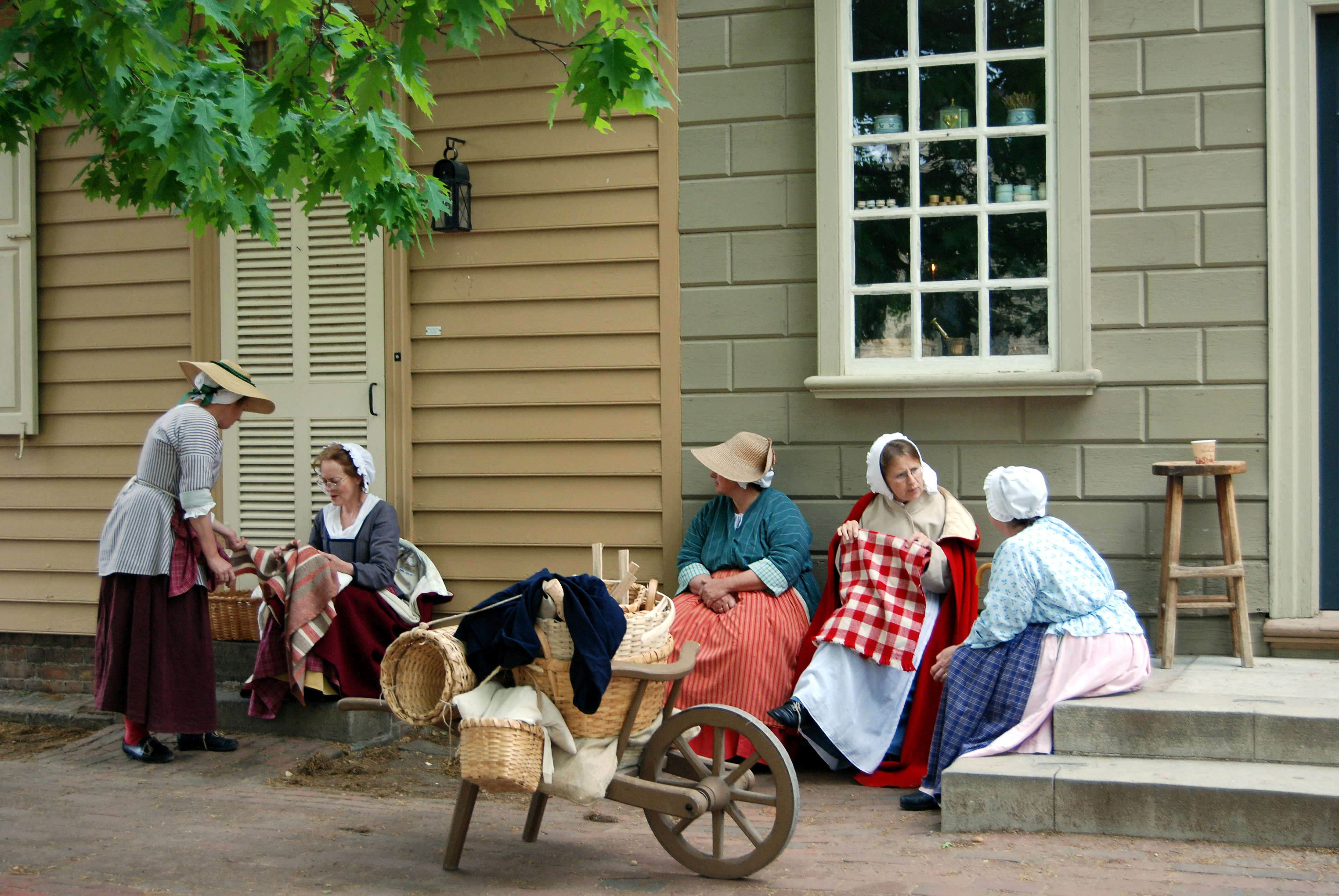
Văn hóa, ngôn ngữ, và phong cách Virginia thuộc địa được tái hiện tại Williamsburg.

Những nhân vật như George Washington, Thomas Jefferson, và Robert E. Lee giúp văn hóa Virginia phổ cập và truyền bá khắp miền Nam và toàn Hoa Kỳ. Nhà của họ tại Virginia tượng trưng cho sinh quán của Hoa Kỳ và miền Nam. Văn hóa Virginia hiện đại có nhiều nguồn gốc, và là bộ phận của văn hóa miền Nam Hoa Kỳ. Viện Smithsonian phân chia Virginia thành chín vùng văn hóa.
Bên cạnh các đặc điểm chung của ẩm thực miền Nam Hoa Kỳ, Virginia vẫn duy trì các truyền thống đặc biệt của riêng mình. Rượu vang Virginia được sản xuất tại nhiều nơi trong bang. Giăm bông Smithfield, đôi khi được gọi là "giăm bông Virginia", là một loại giăm bông thôn dã được luật của bang bảo hộ về chỉ dẫn địa lý, và chỉ có thể được sản xuất tại thị trấn Smithfield. Đồ nội thất và kiến trúc Virginia mang đặc trưng của kiến trúc Hoa Kỳ thời thuộc địa. Thomas Jefferson và nhiều lãnh đạo thời kỳ ban đầu của bang ưa chuộng phong cách kiến trúc Tân cổ điển, dẫn đến việc các tòa nhà quan trọng của bang được xây dựng theo phong cách này. Người Đức Pennsylvania và phong cách của họ cũng xuất hiện tại một số nơi trong bang.
Văn học tại Virginia thường đối diện với quá khứ quảng đại và đôi khi hỗn loạn của bang. Các tác phẩm của tiểu thuyết gia đoạt giải Pulitzer Ellen Glasgow thường đối diện với các bất bình đẳng xã hội và vai trò của nữ giới trong văn hóa của bà. Đồng bối và bạn thân của Ellen Glasgow là James Branch Cabell viết nhiều về sự thay đổi địa vị của giới thân sĩ trong thời kỳ Tái thiết, và thách thức tiêu chuẩn đạo đức của giới này qua tác phẩm Jurgen, A Comedy of Justice. William Styron tiếp cận với lịch sử trong các tác phẩm như The Confessions of Nat Turner và Sophie's Choice. Tom Wolfe thỉnh thoảng đối diện với di sản miền Nam của mình trong các tác phẩm bán chạy như I Am Charlotte Simmons. Matt Bondurant nhận được các phê bình tán dương cho tiểu thuyết lịch sử The Wettest County in the World của ông, tác phẩm viết về những người nấu rượu lậu tại quận Franklin trong thời kỳ cấm rượu. Virginia cũng bổ nhiệm một 'quế quan thi nhân' (Poet Laureate) cấp bang.
Chính phủ bang cung cấp kinh phí cho một số thể chế, trong đó có Bảo tàng Virginia về Mỹ thuật và Bảo tàng Khoa học Virginia. Các bảo tàng khác gồm có Trung tâm Steven F. Udvar-Hazy thuộc Bảo tàng Hàng không Vũ trụ Quốc gia, và Bảo tàng Mỹ thuật Chrysler. Ngoài ra, Virginia còn có nhiều bảo tàng ngoài trời, chẳng hạn như Williamsburg Thuộc địa, Bảo tàng Văn hóa Biên giới Virginia, và các chiến trường lịch sử khác nhau. Quỹ Virginia về Nhân văn (VFH) hoạt động nhằm cải thiện sinh hoạt dân sự, văn hóa, và tri thức trong bang.
Các thành phố và vùng ngoại ô của Virginia đều có các kịch viện và nơi biểu diễn nghệ thuật khác. Nhà hát Opera Harrison tại Norfolk là nơi biểu diễn chính của Công ty Virginia Opera. Dàn nhạc giao hưởng Virginia hoạt động tại và quanh Hampton Roads. Công ty American Shakespeare Center tại Staunton có các kịch đoàn cố định và lưu dộng. Kịch viện Barter tại Abingdon được xác định là kịch viện cấp bang của Virginia, kịch viện giành giải Tony cho kịch viện khu vực mùa đầu tiên vào năm 1948, còn Kịch viện Signature tại Arlington giành được giải thưởng này vào năm 2009. Virginia cũng có một kịch viện dành cho thiếu nhi là Theatre IV, kịch đoàn của Theatre IV là kịch đoàn lưu động lớn thứ nhì toàn quốc.
Virginia có nhiều nghệ sĩ âm nhạc truyền thống được nhận giải thưởng, các nghệ sĩ âm nhạc đại chúng thành công ở tầm quốc tế, cũng như các diễn viên Hollywood. Virginia có truyền thống về thể loại âm nhạc old-time và bluegrass, với các nhóm nhạc như Carter Family và Stanley Brothers, cũng như các thể loại Phúc Âm, blues, và shout band. Âm nhạc Virginia đương đại còn được biết đến với các nghệ sĩ folk rock như Dave Matthews và Jason Mraz, các ngôi sao hip hop như Pharrell và Missy Elliott, cũng như các nhóm thrash metal như GWAR và Lamb of God. Những nơi biểu diễn nghệ thuật nổi tiếng tại Virginia gồm có The Birchmere, Kịch viện Landmark, và Jiffy Lube Live. Vườn quốc gia Wolf Trap cho nghệ thuật biểu diễn (Wolf Trap National Park for the Performing Arts) nằm tại Vienna và là vườn quốc gia duy nhất có mục đích sử dụng như một trung tâm biểu diễn nghệ thuật.

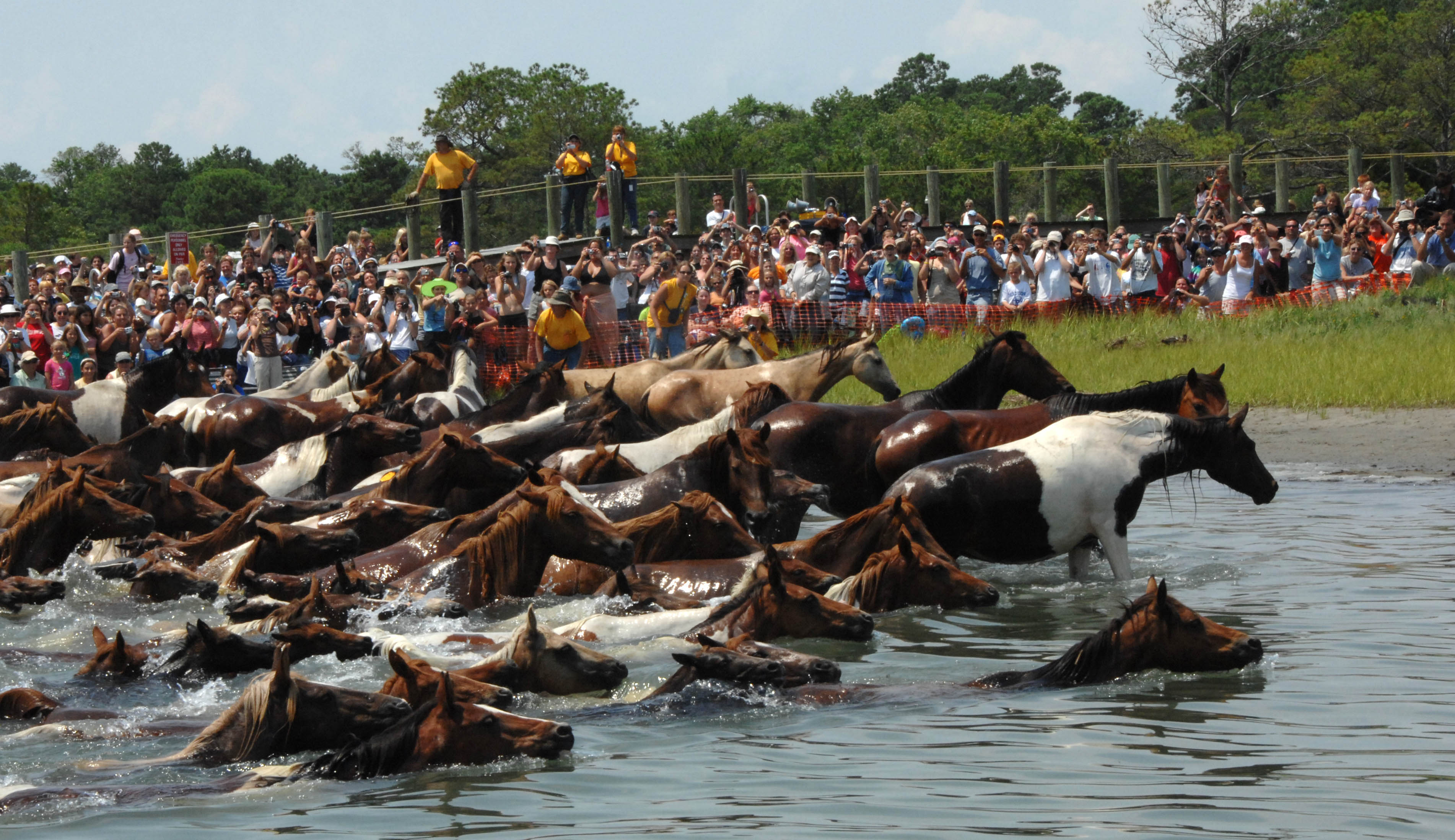
Cuộc đua bơi dành cho ngựa Chincoteague được tổ chức thường niên, 200 ngựa hoang bơi qua kênh Assateague để vào Chincoteague.

Nhiều quận và địa phương tại Virginia tổ chức các hội chợ quận và lễ hội. Hội chợ bang Virginia được tổ chức tại công viên Meadow Event vào tháng chín hàng năm. Trong tháng 9 còn có Lễ hội Neptune tại Virginia Beach. Norfolk's Harborfest được tổ chức trong tháng 9, đáng chú ý với hoạt động đua thuyền và trình diễn hàng không. Quận Fairfax cũng bảo trợ cho lễ hội Celebrate Fairfax!, lễ hội có những tiết mục trình diễn âm nhạc đại chúng và truyền thống. Lễ hội Virginia Lake được tổ chức vào cuối tuần thứ ba của tháng 7 tại Clarksville. Wolf Trap có Công ty Opera Wolf Trap, công ty tổ chức một lễ hội opera vào mùa hè hàng năm.
Trên đảo Chincoteague thuộc vùng Eastern Shore có hoạt động đua bơi và bán đấu giá ngựa Chincoteague hoang vào cuối tháng 7, đây là một truyền thống địa phương độc đáo và được khoách trương thành một hội kéo dài trong một tuần. Lễ hội hoa táo nở Shenandoah kéo dài trong sáu ngày mỗi năm tại Winchester, lễ hội gồm có hoạt động diễu hành và hòa nhạc bluegrass. Đại hội vĩ cầm cổ tại Galax bắt đầu được tổ chức vào năm 1935, và là một trong các sự kiện lâu năm nhất và lớn nhất so với các sự kiện tương tự trên thế giới. Hai liên hoan phim quan trọng là Liên hoan phim Virginia và Liên hoan phim tiếng Pháp VCU được tổ chức thường niên tương ứng tại Charlottesville và Richmond.

## Truyền thông

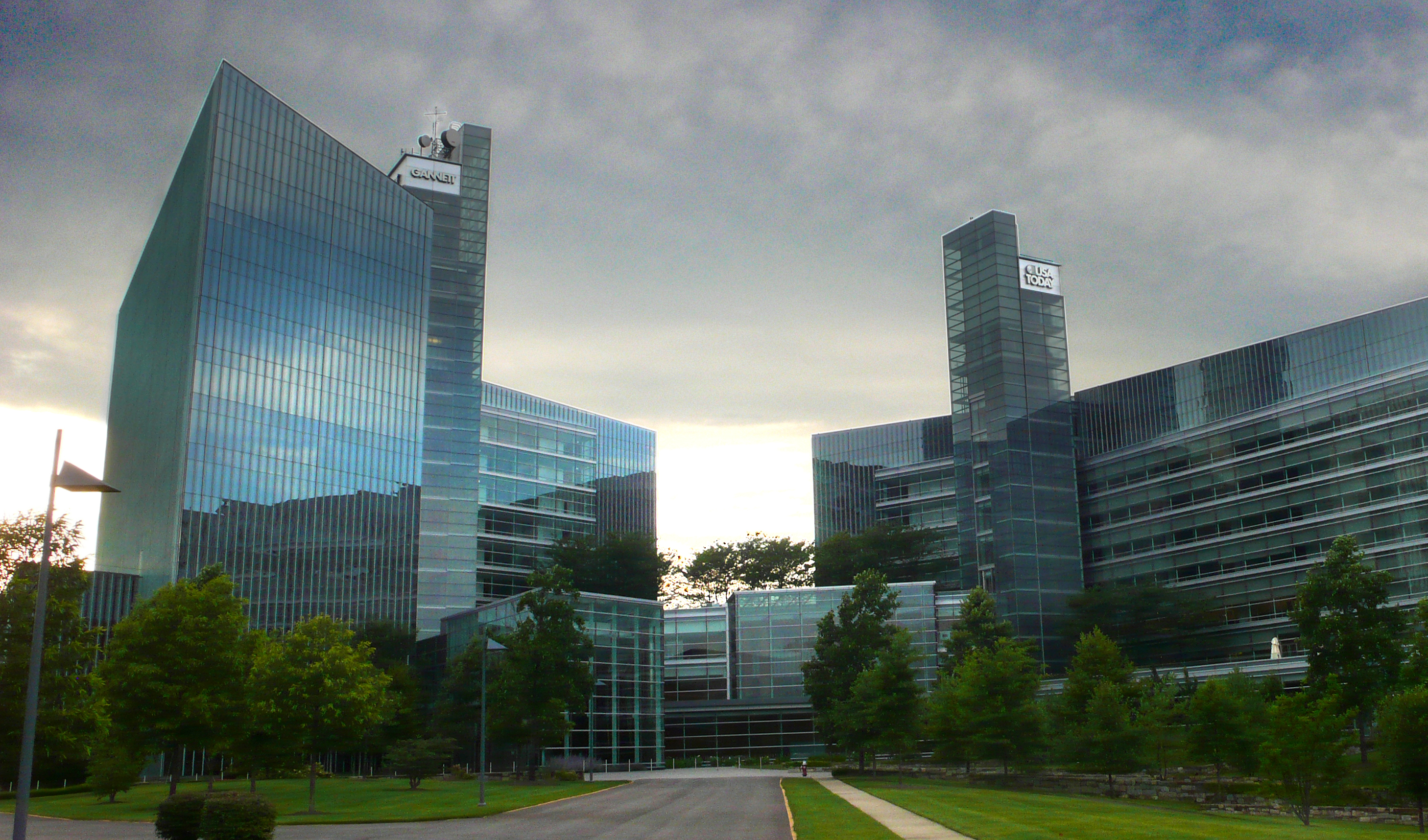
Trụ sở báo USA Today đặt tại McLean.

Khu vực Hampton là thị trường truyền thông lớn thứ 45 tại Hoa Kỳ theo xếp hạng của Viện Nghiên cứu Truyền thông Nielsen], trong khi khu vực Richmond-Petersburg xếp hạng thứ 57 và khu vực Roanoke-Lynchburg xếp hạng thứ 66 tính đến  năm 2013. Bắc Virginia là bộ phận của thị trường truyền thông Washington, D.C. có quy mô lớn hơn nhiều.
Có 36 đài truyền hình tại Virginia đại diện cho các mạng lưới truyền thông lớn của Hoa Kỳ, nằm trong số 42 đài phục vụ khán giả Virginia. Có trên 720 đài phát thanh FM có giấy phép của FCC phát sóng tại Virginia, cùng với 300 đài AM được FCC cấp phép. Dịch vụ Truyền thông Công cộng (PBS) khả dụng trên toàn quốc và có trụ sở tại Arlington.
Các báo địa phương có lượng lưu hành lớn nhất tại Virginia là The Virginian-Pilot, Richmond Times-Dispatch, và The Roanoke Times tính đến  năm 2014. Một số báo địa phương của Washington, D.C. đặt trụ sở tại Virginia, như The Washington Examiner và Politico. Báo phát hành rộng rãi nhất toàn quốc là USA Today có trụ sở tại McLean. Tại Bắc Virginia, The Washington Post là báo chiếm ưu thế.

## Giáo dục

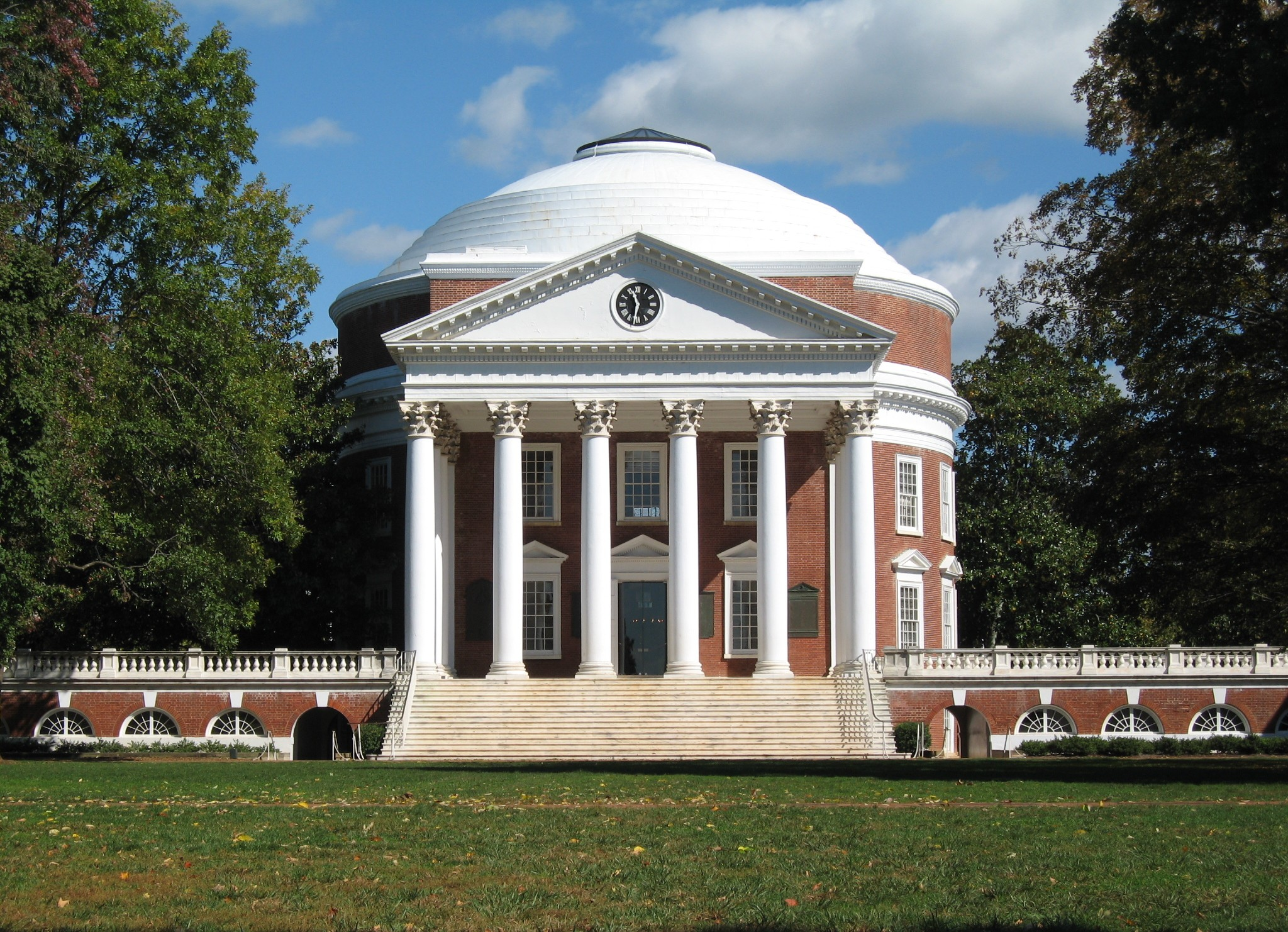
Đại học Virginia là một di sản thế giới, và được Tổng thống Thomas Jefferson thành lập..

Hệ thống giáo dục của Virginia luôn nằm trong mười bang đứng đầu trong Đánh giá quốc gia về tiến triển giáo dục (NAEP) của Bộ Giáo dục Hoa Kỳ, các học sinh Virginia đạt kết quả trên mức trung bình trong tất cả các phạm vi môn học và các niên cấp được kiểm tra. Báo cáo Quality Counts năm 2011 xếp hạng giáo dục K-12 (tiểu học cùng trung học) của Virginia tốt thứ tư toàn quốc. Toàn bộ các đơn vị trường học phải tuân thủ các tiêu chuẩn giáo dục do Bộ Giáo dục Virginia đặt ra, trong đó duy trì một chế độ đánh giá và nhận biết được gọi là Các tiêu chuẩn học tập (SOL) nhằm bảo đảm trách nhiệm. Năm 2010, 85% học sinh trung học tốt nghiệp sau đúng bốn năm. Từ năm 2000 đến năm 2008, tỷ lệ nhập học tăng 5%, số lượng giáo viên tăng 21%.
Các trường học K-12 công lập tại Virginia thường do các quận và thành phố điều hành thay vì cấp bang. Tính đến  tháng 4 năm 2011, tổng số 1.267.063 học sinh nhập học tại 1.873 trường học địa phương và khu vực trong Thịnh vượng chung, trong đó có ba trường đặc hứa (charter school), và có thêm 109 trung tâm giáo dục thay thế và đặc biệt trong 132 đơn vị trường. Bên cạnh các trường công lập phổ thông, Virginia còn có các trường Thống đốc và trường nam châm, tức trường có tuyển chọn. Các trường Thống đốc là một tập hợp gồm trên 40 trường trung học khu vực và chương trình mùa hạ với mục đích dành riêng cho các học sinh có tài năng. Hội đồng Virginia về Giáo dục tư thục giám sát các quy định đối với 320 trường tư được công nhận chính thức cấp bang và 130 chưa được công nhận chính thức. Năm 2010, Virginia có 24.682 học sinh tiếp nhận giáo dục tự học tại gia.
Tính đến  năm 2011, có 176 học viện và đại học tại Virginia. Theo U.S. News & World Report về xếp hạng các học viện công lập, Đại học Virginia xếp hạng nhì (2010) còn Học viện William & Mary xếp hạng sáu (2008). Đại học Thịnh vượng chung Virginia đứng đầu trong số các trường công cấp bằng tốt nghiệp đại học ngành mỹ thuật, còn Đại học James Madison được công nhận là có chương trình thạc sĩ công lập đứng đầu khu vực tại miền Nam Hoa Kỳ kể từ năm 1993. Học viện Quân sự Virginia là học viện quân sự cấp bang lâu năm nhất và đứng đầu trong các học viện khai phóng công lập. Đại học George là đại học lớn nhất tại Virginia với trên 32.000 sinh viên. Học viện và Đại học bang lập Bách khoa Virginia và Đại học bang lập Virginia là những đại học tặng đất (land-grant) lớn nhất trong bang. Virginia cũng điều hành 23 trường cao đẳng cộng đồng và 40 giáo khu, phục vụ trên 260.000 sinh viên. Trong bang còn có 129 trường đại học tư thục, bao gồm Đại học Washington and Lee, Học viện Randolph, Học viện Hampden–Sydney, Học viện Emory & Henry, Học viện Roanoke, cùng Đại học Richmond, Học viện Randolph-Macon.

## Y tế
Virginia có tình trạng y tế hỗn hợp, và là bang có tình hình y tế tổng thể tốt thứ 20 theo Xếp hạng y tế năm 2011 của Tổ chức Y tế Liên hiệp. Năm 2008, Virginia đạt tỷ suất tử vong trẻ sơ sinh thấp chưa từng thấy là 6,7‰. Tuy nhiên, có sự chênh lệch về y tế theo sắc tộc và xã hội, vào năm 2010 người Mỹ gốc Phi chết sớm hơn 28% so với người da trắng, và 13% người Virginia không có bất kỳ loại bảo hiểm y tế nào. Theo nghiên cứu năm 2009 của Trung tâm kiểm soát và phòng ngừa dịch bệnh, 26% người Virginia bị béo phì và có thêm 35% khác bị thừa cân. Năm 2007, 78% cư dân trong bang tự nhận rằng họ tập thể dục ít nhất một lần trong ba tháng trở lại. Khoảng 30% thiếu niên Virginia từ 10 đến 17 tuổi bị thừa cân hoặc béo phì. Virginia cấm hút thuốc lá trong các quán bar và nhà hàng kể từ tháng 1 năm 2010. 19% người Virginia hút thuốc lá (2011). Các cư dân thuộc khu vực bầu cử quốc hội số 8 của Virginia có mức tuổi thọ dự tính trung bình lâu nhất toàn quốc, trên 83 năm.
Virginia có 89 bệnh viện được liệt kê trong danh sách của Bộ Y tế và Dịch vụ Nhân sinh Hoa Kỳ. Bệnh viện Inova Fairfax là bệnh viện lớn nhất trong Vùng đô thị Washington, Trung tâm Y tế VCU nằm trong giáo khu của Đại học Thịnh vượng chung Virginia là hai trong số các bệnh viện có tiếng tại Virginia. Trung tâm Y tế Đại học Virginia là bộ phận của Hệ thống Y tế Đại học Virginia, trung tâm được tạp chí U.S. News & World Report xếp hạng cao về khoa nội tiết. Bệnh viện đa khoa Sentara Norfolk là bộ phận của Hệ thống Y tế Sentara có cơ sở tại Hampton Roads và cũng là nơi giảng dạy của Trường Y tế Đông Virginia, bệnh viện này là nơi có ca sinh thành công đầu tiên từ thụ tinh trong ống nghiệm. Virginia đạt tỷ lệ 127 bác sĩ chăm sóc sơ cấp trên 10,000 cư dân, cao thứ 16 toàn quốc (2011). Virginia là một trong năm bang nhận được số điểm hoàn hảo về tính sẵn sàng chuần bị trước tai họa theo báo cáo năm 2008 của Tổ chức Trust for America's Health, dựa trên tiêu chuẩn như phát hiện mầm bệnh và phân phối vắc-xin và các vật tư y tế.

## Giao thông

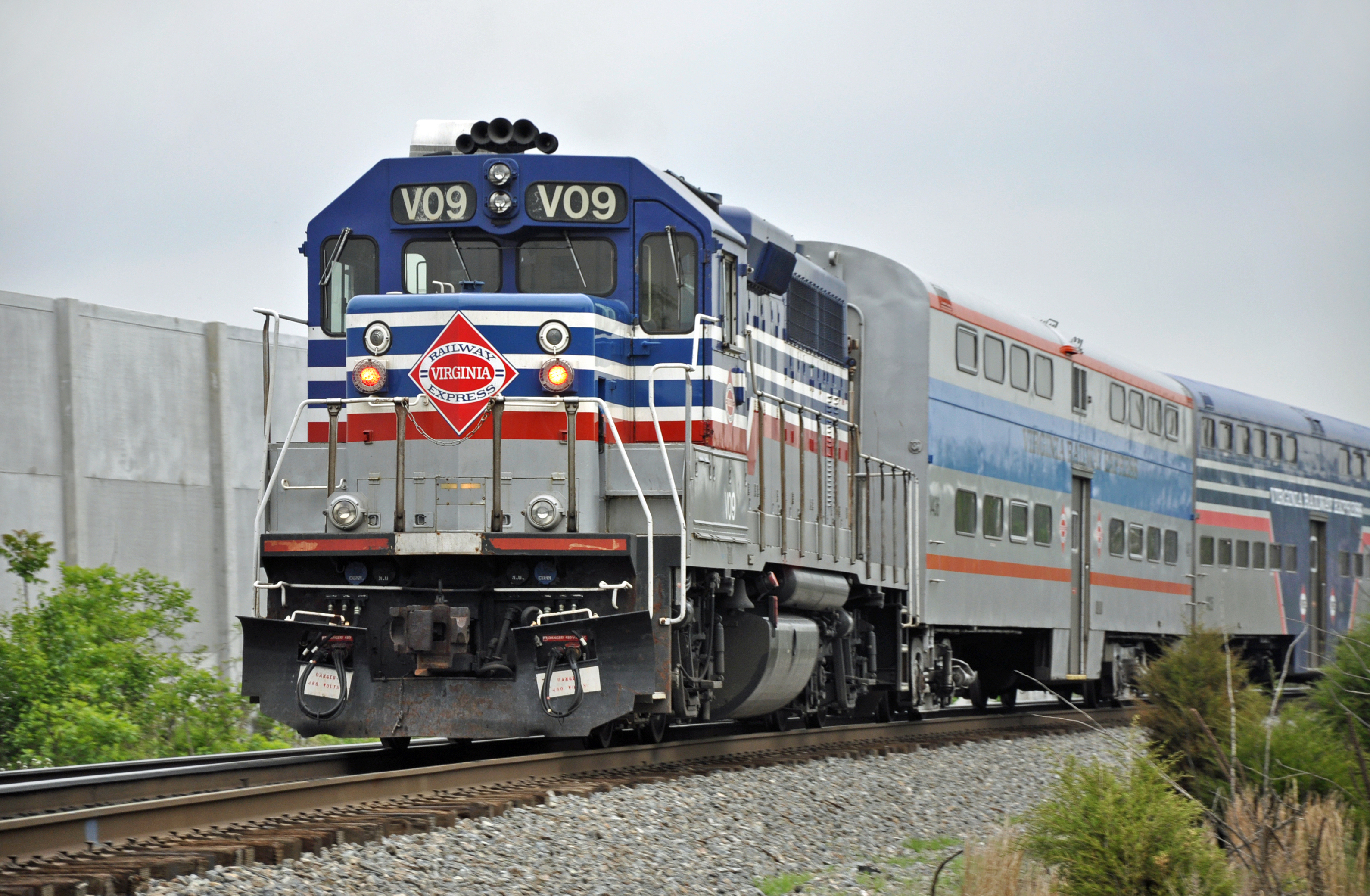
Tuyến đường sắt tốc hành Virginia kết nối thủ đô Hoa Kỳ với các vùng ngoại ô tại Bắc Virginia.

Do Đạo luật Đường bộ Byrd năm 1932, chính phủ bang kiểm soát hầu hết đường bộ tại Virginia, thay vì hội đồng quận như thường thấy tại các bang khác. Tính đến  năm 2011, Bộ Giao thông Virginia sở hữu và khai thác 57.867 dặm (93.128 km) trong tổng số 70.105 dặm (112.823 km) đường bộ tại bang, khiến nó trở thành hệ thống xa lộ cấp bang lớn thứ ba tại Hoa Kỳ. Vùng đô thị Washington bao gồm cả Bắc Virginia có tình trạng giao thông tệ thứ nhì trong toàn quốc, song về tổng thể thì tắc nghẽn giao thông tại Virginia thấp thứ 21 toàn quốc và thời gian đi lại trung bình giữa nơi ở và nơi làm việc là 26,9 phút.
Dịch vụ đường sắt hành khách Amtrak phục vụ dọc theo một số hành lang, và Virginia Railway Express (VRE) duy trì hai tuyến đường sắt đi làm đến Washington, D.C. từ Fredericksburg và Manassas. VRE là một trong số các dịch vụ đường sắt đi làm tăng trưởng nhanh nhất toàn quốc, vận chuyển gần 20.000 hành khách mỗi ngày (2010). Hệ thống tàu nhanh Washington Metro phục vụ Bắc Virginia xa về phía tây đến các cộng đồng dọc theo I-66 tại quận Fairfax, và có các dự án mở rộng xa hơn. Các tuyến đường sắt chở hàng chính tại Virginia gồm có Norfolk Southern và CSX Transportation. Các dịch vụ xe buýt đi làm gồm có Fairfax Connector và Shenandoah Valley Commuter Bus. Bộ Giao thông Virginia điều hành một số tuyến phà miễn phí trên khắp Virginia, nối tiếng nhất trong số đó là phà Jamestown-Scotland qua sông James tại quận Surry.
Virginia có năm cảng hàng không lớn: Sân bay quốc tế Washington Dulles vận chuyển trên 23 triệu hành khách mỗi năm, và Sân bay quốc gia Ronald Reagan Washington phục vụ thủ đô và hầu hết Bắc Virginia, Sân bay quốc tế Norfolk phục vụ khu vực Hampton Roads, Sân bay quốc tế Richmond, và Sân bay quốc tế Newport News/Williamsburg. Một vài cảng hành không khác cung cấp dịch vụ hành khách thương mại hạn chế, và 66 cảng hàng không công lập phục vụ các nhu cầu hàng không của bang. Các hải cảng chính thuộc Cục cảng Virginia là những cảng nằm tại khu vực Hampton Roads, chúng vận chuyển lượng hàng hóa có tải trọng 17.726.251 tấn Mỹ (16.080.984 t) trong năm 2007, xếp thứ sáu trong các cụm cảng của Hoa Kỳ. Trung tâm năng lực phi hành Wallops (WFF) nằm tại Eastern Shore của Virginia là một trung tâm thử tên lửa thuộc sở hữu của NASA, tại Eastern Shore còn có một sân bay vũ trụ thương mại là Sân bay vũ trụ Khu vực Trung Đại Tây Dương (MARS). Dịch vụ du lịch vũ trụ được cung ứng thông qua công ty Space Adventures đặt tại Vienna.

## Pháp luật và chính phủ

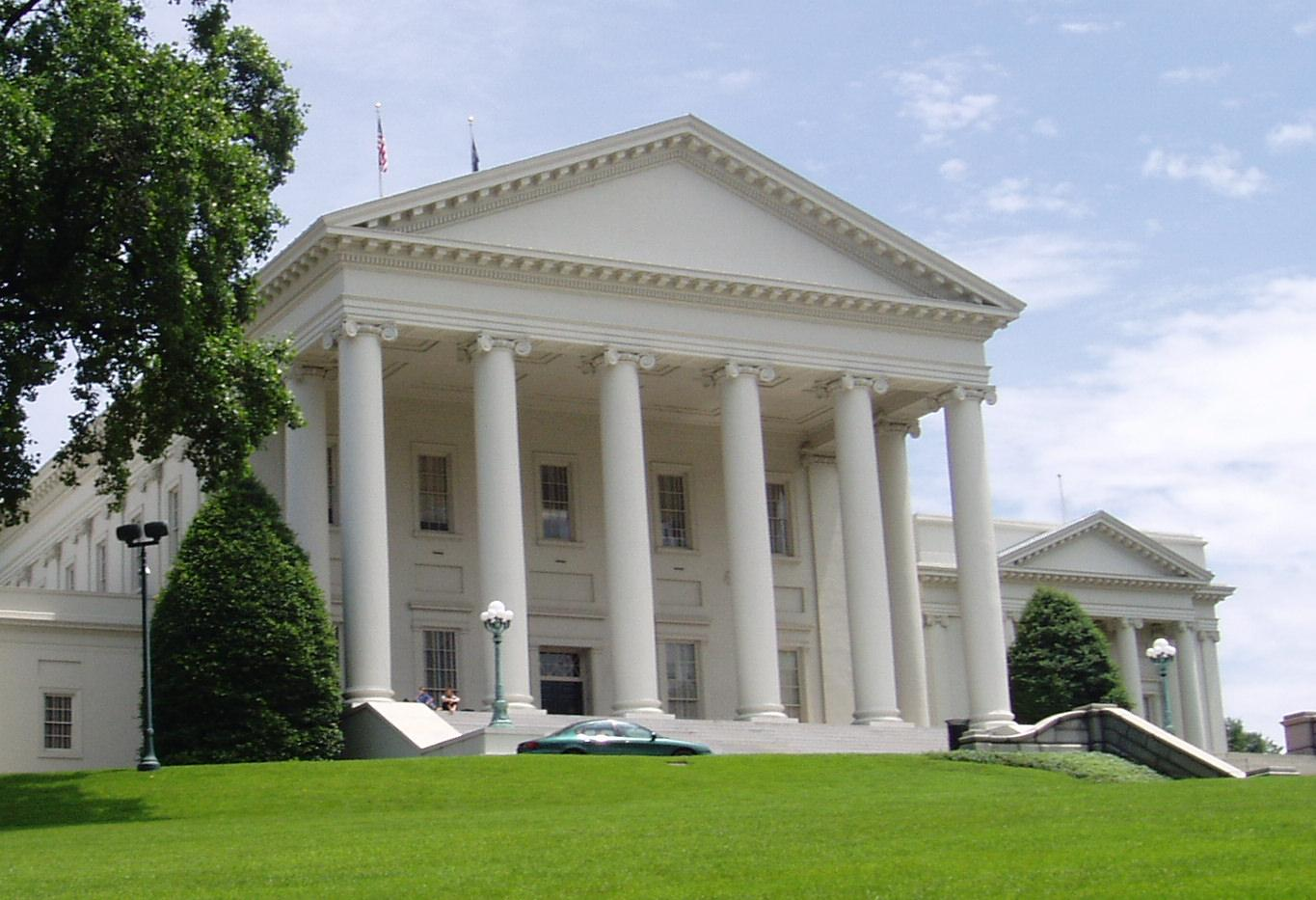
Tòa nhà hội nghị bang Virginia do Thomas Jefferson thiết kế và được Thống đốc Patrick Henry bắt đầu cho xây dựng vào năm 1785, là trụ sở của Đại hội Virginia.

Thời thuộc địa tại Virginia, nam giới tự do bầu ra hạ nghị viện được gọi là Thị dân viện, cùng với Hội đồng Thống đốc tạo thành "Đại hội". Đại hội Virginia hình thành vào năm 1619, và nay là cơ quan lập pháp lâu năm nhất vẫn còn tồn tại ở Tây Bán cầu. Năm 2008, chính phủ Virginia được Trung tâm Pew về các bang xếp hạng A− về các điều kiện hiệu suất, hiệu ích, và cơ sở hạ tầng. Đây là lần thứ nhì Virginia được xếp hạng cao nhất toàn quốc.
Kể từ năm 1971, chính phủ Virginia hoạt động theo hiến pháp thứ bảy, trong đó quy định một cơ quan lập pháp mạnh và một hệ thống tư pháp thống nhất. Tương tự như cấu trúc của chính phủ liên bang, chính phủ Virginia được phân thành ba nhánh: lập pháp, hành pháp, và tư pháp. Cơ quan lập pháp là Đại hội, đây là một thể chế lưỡng viện gồm Đại biểu viện (House of Delegates) với 100 thành viên và Tham nghị viện (Senate) với 40 thành viên, soạn ra các luật của Thịnh vượng chung. Cơ quan lập pháp mạnh hơn cơ quan hành pháp, và được quyền lựa chọn các thẩm phán. Thống đốc và Phó Thống đốc được bầu mỗi bốn năm trong các cuộc bầu cử riêng biệt. Các thống đốc đương nhiệm không thể vận động tái tranh cử, song phó thống đốc và tổng chưởng lý thì có thể, và các thống đốc có thể phục vụ các nhiệm kỳ không liên tiếp. Hệ thống tư pháp của Virginia là hệ thống tư pháp lâu đời nhất tại châu Mỹ, gồm có một hệ thống cấp bậc từ Tòa án Tối cao Virginia và Tòa án Thượng tố Virginia đến các tòa án tuần tra (tức tòa án sơ thẩm), và ở cấp thấp hơn là các tòa án địa phương quần chúng và các tòa án địa phương vị thành viên và quan hệ dân sự.
Cảnh sát bang Virginia là cơ quan thực thi pháp luật lớn nhất tại Virginia. Cảnh sát tòa nhà nghị viện Virginia là cục cảnh sát lâu năm nhất tại Hoa Kỳ. Đội cảnh vệ quốc dân Virginia gồm có 7.500 binh sĩ thuộc Lục quân cảnh vệ quốc dân Virginia và 1.200 quân nhân thuộc Không quân cảnh vệ quốc dân Virginia. Kể từ khi án tử hình được khôi phục tại Virginia vào năm 1982, có tổng cộng 107 người bị hành hình (2010), đây là con số cao thứ nhì toàn quốc. "Tổng nguy cơ tội phạm" tại Virginia thấp hơn 28% so với mức trung bình toàn quốc (2009). Kể từ khi Virginia chấm dứt tạm tha (parole) tù nhân vào năm 1995, tỷ lệ tái phạm tội giảm xuống còn 28,3% (2011), thuộc hàng thấp nhất toàn quốc. Virginia là bang cho phép công khai mang vũ khí, thay vì phải che không cho người khác trông thấy như một số bang khác.

## Chính trị
| Năm  | Cộng hòa         | Dân chủ          |
| ---- | ---------------- | ---------------- |
| 2012 | 47,28% 1.822.522 | 51,16% 1.971.820 |
| 2008 | 46,33% 1.725.005 | 52,63% 1.959.532 |
| 2004 | 53,68% 1.716.959 | 45,48% 1.454.742 |
| 2000 | 52,47% 1.437.490 | 44,44% 1.217.290 |
| 1996 | 47,10% 1.138.350 | 45,15% 1.091.060 |
| 1992 | 44,97% 1.150.517 | 40,59% 1.038.650 |
| 1988 | 59,74% 1.309.162 | 39,23% 859.799   |
| 1984 | 62,29% 1.337.078 | 37,09% 796.250   |
| 1980 | 53,03% 989.609   | 40,31% 752.174   |

Trong thế kỷ 20, Virginia chuyển đổi từ một bang chủ yếu là nông thôn, tính chính trị miền Nam, và bảo thủ sang một bang đô thị hóa hơn, đa nguyên hơn, và môi trường chính trị ôn hòa hơn. Cho đến thập niên 1970, Virginia là một bang độc đảng phân chia chủng tộc do Tổ chức Byrd chiếm ưu thế. Di sản của chế độ nô lệ trong bang được thể hiện qua việc tước quyền bầu cử trên thực tế của người Mỹ gốc Phi cho đến sau khi thông qua các pháp luật về dân quyền vào giữa thập niên 1960. Việc cấp quyền bầu cử cho người Mỹ gốc Phi và sự nhập cư của các nhóm khác, đặc biệt là người Hispanic, khiến cho phiếu của cộng đồng thiểu số ngày càng quan trọng, trong khi số cử tri được xác định là "tầng lớp lao động da trắng" giảm ba phần trăm từ năm 2008 đến năm 2012. Khác biệt khu vực đóng một vai trò lớn trong chính trị Virginia. Các khu vực miền nam và miền tây thôn dã chuyển sang ủng hộ Đảng Cộng hòa trong "chiến lược phương Nam" của đảng này, trong khi các khu vực đô thị hoặc ngoại ô đang phát triển, bao gồm cả phần lớn Bắc Virginia, tạo thành căn cứ của Đảng Dân chủ. Sự ủng hộ đối với Đảng Dân chủ vẫn còn tồn tại ở những nơi chịu ảnh hưởng của công đoàn thuộc Tây Nam Virginia, các đô thị đại học như Charlottesville và Blacksburg, và khu vực Vành đai Kinh Thánh ở đông nam.
Sức mạnh chính đảng tại Virginia cũng thay đổi liên tục. Trong bầu cử cấp bang năm 2007, Đảng Dân chủ giành quyền kiểm soát Tham nghị viện, và thu hẹp khoảng cách với Đảng Cộng hòa chiếm đa số trong Đại biểu viện. Trong bầu cử năm 2009, đảng viên Cộng hòa là Bob McDonnell đắc cử Thống đốc, đảng viên của Đảng Cộng hòa cũng được bầu làm Phó Thống đốc và Tổng chưởng lý, Đảng Cộng hòa giành thêm ghế trong Đại biểu viện. Đến năm 2011, Đảng Cộng hòa chiếm trên hai phần ba số ghế trong Đại biểu viện, và chiếm đa số trong Tham nghị viện do Phó Thống đốc Bill Bolling trở thành người bỏ phiếu quyết định. Sau bầu cử năm 2013, đảng viên Dân chủ Terry McAuliffe được bầu làm Thống đốc, đảng viên Dân chủ Ralph Northam được bầu làm Phó Thống đốc. Tuy nhiên, Đảng Cộng hòa duy trì siêu đa số trong Đại biểu viện. Các mùa bầu cử trong bang có truyền thống khởi đầu với sự kiện thường niên Shad Planking tại Wakefield.
Kể từ năm 2006, cả hai đảng Dân chủ và Cộng hòa đều có các chiến thắng tại Virginia trong các cuộc bầu cử liên bang. Năm 2006, Thượng nghị sĩ George Allen của Đảng Cộng hòa thất bại trước đảng viên Dân chủ Jim Webb, và tiếp tục thất bại vào năm 2012 trước một đảng viên Dân chủ khác là cựu Thống đốc Tim Kaine. Năm 2008, các đảng viên Dân chủ chiếm cả hai ghế của bang tại Thượng viện Hoa Kỳ khi cựu Thống đốc Mark Warner được bầu thay đảng viên Cộng hòa John Warner. Virginia có 13 phiếu đại cử tri đoàn trong bầu cử tổng thống Hoa Kỳ, đảng viên Dân chủ Barack Obama chiến thắng tại Virginia trong các cuộc bầu cử tổng thống vào năm 2008 và 2012, bất chấp việc các ứng viên của Đảng Cộng hòa giành chiến thắng tại Virginia trong 10 kỳ bầu cử tổng thống trước đó. Virginia được xem là một "bang dao động" trong các cuộc bầu cử tổng thống trong tương lai.

## Thể thao

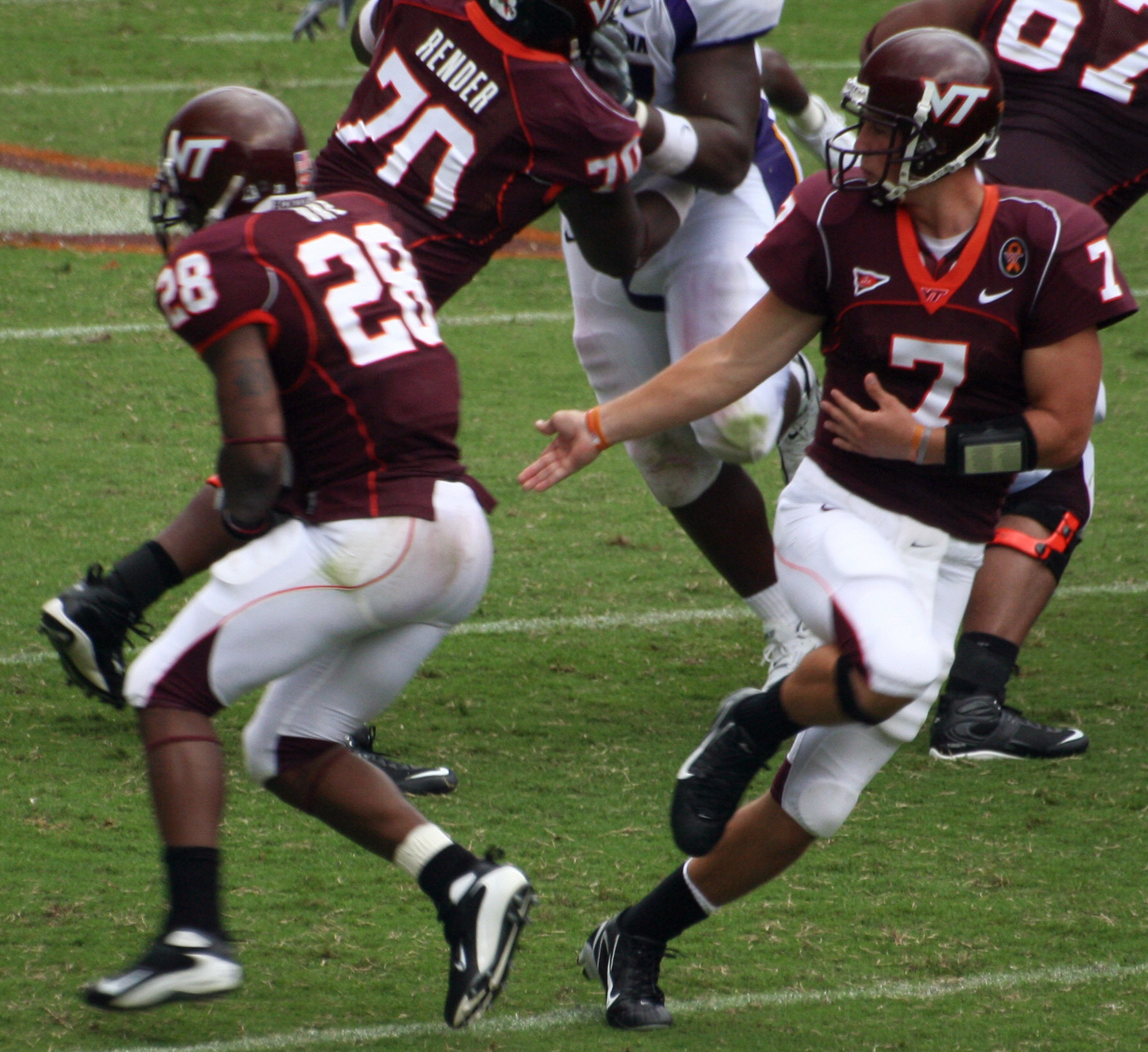
Đội tuyển bóng đá kiểu Mỹ Virginia Tech Hokies thi đấu năm 2007.

Virginia là bang đông dân nhất trong số các bang không có đội tuyển nào có quyền tham gia các giải thể thao chuyên nghiệp lớn tại Hoa Kỳ. Nguyên nhân là bang thiếu thành phố hay thị trường có ảnh hưởng lớn, gần các đội tại Washington, D.C. và Bắc Carolina, và miễn cưỡng công khai tài chính các sân vận động. Norfolk là chủ nhà của hai đội trong bang tham gia thi đấu trong hạng cao nhất của giải nhỏ: Norfolk Tides tại giải bóng chày hạng AAA và Norfolk Admirals tại giải vô địch khúc côn cầu Mỹ, Norfolk Admirals giành được cúp Calder năm 2012. Đội tuyển bóng chày Richmond Flying Squirrels là hội viên của San Francisco Giants, và bắt đầu chơi tại sân The Diamond vào năm 2010, thay thế đội Richmond Braves di chuyển sang bang khác sau năm 2008. Thêm vào đó, Washington Nationals, Boston Red Sox, Seattle Mariners, Chicago White Sox, và Atlanta Braves cũng có các đội tuyển trẻ hạng A và tân binh tại Virginia.
Đội tuyển bóng đá kiểu Mỹ chuyên nghiệp Washington Redskins có trụ sở tại Redskins Park thuộc địa phận Ashburn và nơi tập luyện của họ nằm tại Richmond, Đội tuyển khúc côn cầu trên băng chuyên nghiệp Washington Capitals tập luyện tại sân Kettler Capitals Iceplex thuộc địa phận Arlington. NASCAR hiện có lịch trình tiến hành các giải đua xe tranh cup Sprint trên hai đường đua tại Virginia: Martinsville Speedway và Richmond International Raceway.
Virginia không cho phép bang dành kinh phí cho các hoạt động thể thao liên đại học. Tuy vậy, cả Virginia Cavaliers và Virginia Tech Hokies đều có thể cạnh tranh trong Đại hội Duyên hải Đại Tây Dương (ACC) và duy trì cơ sở vật chất hiện đại. Một số đại học khác tham gia trong giải hạng nhất của Hiệp hội Thể thao đại học quốc gia (NCAA), đặc biệt là trong Hiệp hội Thể thao Thuộc địa (CAA). Ba trường da đen lịch sử tham gia trong giải hạng hai Hiệp hội Thể thao liên đại học Trung ương (CIAA), và hai trường khác tham gia trong giải hạng nhất Đại hội Thể thao Trung Đông (MEAC). Một vài trường nhỏ hơn tham gia trong giải hạng ba Đại hội Thể thao Old Dominion (ODAC) và Đại hội Thể thao USA South của NCAA. NCAA tổ chức cố định các giải hạng ba về bóng đá kiểu Mỹ, bóng rổ nam, bóng chuyền và bóng mềm tại Salem.

## Phù hiệu cấp bang
Tên hiệu của bang là phù hiệu lâu năm nhất, song nó chưa từng được chính thức hóa theo luật. Quốc vương Charles II của Anh ban xưng hiệu "Dominion" (chính thể tự trị) cho Virginia trong thời kỳ Anh khôi phục chế độ quân chủ năm 1660, do thuộc địa vẫn trung thành với vương thất trong Nội chiến Anh (1642–1651), và biệt danh hiện nay là "Old Dominion" ám chỉ đến xưng hiệu đó. Tên hiệu khác của Virginia là "Mother of Presidents" (Mẹ của các tổng thống), nó cũng mang tính lịch sử do từng có tám người Virginia đảm nhiệm chức vụ Tổng thống Hoa Kỳ, bao gồm bốn trong năm người đầu tiên.
Khẩu hiệu của Virginia là Sic Semper Tyrannis, đây là một cụm từ trong tiếng Latinh và có thể dịch là "luôn như vậy với các bạo chúa", và được sử dụng trên ấn của bang, và thông qua đó cũng xuất hiện trên bang kỳ. Ấn được thiết kế vào năm 1776, còn hiệu kỳ được sử dụng lần đầu tiên trong thập niên 1830, cả hai đều được chính thức hóa vào năm 1930. Phần lớn các phù hiệu khác được chính thức hóa trong cuối thế kỷ 20. Vũ điệu quay Virginia nằm trong số các vũ điệu khối vuông được phân loại là vũ điệu cấp bang. Virginia hiện không ca khúc cấp bang. Năm 1940, Virginia từng chọn "Carry Me Back to Old Virginny" làm ca khúc cấp bang, song việc này kết thúc vào năm 1997 và ca khúc được tái phân loại là ca khúc danh dự của bang. Các lựa chọn thay thế khác nhau, trong đó có một phiên bản của "Oh Shenandoah", gặp phải sự chống đối trong Đại biểu viện Virginia.

## Các đời tổng thống Hoa Kỳ sinh ra tại bang Virginia
- George Washington (tổng thống đầu tiên, 1732–1799)
- Thomas Jefferson (tổng thống thứ 3, 1743–1826)
- James Madison (tổng thống thứ 4, 1751–1836)
- James Monroe (tổng thống thứ 5, 1758–1831)
- William Henry Harrison (tổng thống thứ 9, 1773–1841)
- John Tyler (tổng thống thứ 10, 1790–1862)
- Zachary Taylor (tổng thống thứ 12, 1784–1850)
- Woodrow Wilson (tổng thống thứ 28, 1856–1924)